# Park van kasteel Groeneveld
Het Park van kasteel Groeneveld is een rijksmonument van buitenplaats Kasteel Groeneveld in Baarn.

## Franse formele stijl
De buitenplaats was in 1703 aangelegd op een smal, langgerekt perceel van 130 hectare dat ontstaan was bij de agrarische ontginning van het gebied. Het park is slechts 300 meter breed maar heeft een lengte van wel drie kilometer. Bij een formele Franse tuinaanleg stonden lange lijnen en de geometrische vormen centraal. Het gebied werd daarom in de lengte doorsneden door een oprijlaan en een lange gezichtslaan. Aan weerszijden hiervan lagen tuinen. Het huis Groeneveld lag daarbij centraal op de middenas. De oprijlaan voerde naar de overzijde van de huidige Amsterdamsestraatweg waar een sterrenbos was aangelegd. Ook het Ravesteinsebos bij hoeve Ravenstein kende een oprijlaan als hoofdas. Langs het Jagershuis loopt een met eiken beplante dwarslaan, die de beide oprijlanen met elkaar verbindt. Linksvoor het huis lag de moestuin. 

## Engelse landschapsstijl
In de achttiende eeuw, tijdens de bewoning door Van der Dussen, werd de aanleg omgevormd in Engelse landschapsstijl. Zo werd er een slingerbosje aangelegd en kwamen er grillige en kunstmatige elementen. Zo werden een drijvende en een Chinese brug aangelegd en werd er een waterval en een slingerend bekenstelsel gevormd. De rechthoekige omgrachting en het lanenpatroon bleven daarbij bestaan. Bij de omvorming tot Engelse aanleg was ook tuinarchitect J.G. Michaël betrokken.
In de negentiende eeuw werd de formele omgrachting vergraven en ontstond één slingerende waterpartij die de suggestie van een lange slingerende rivier moest oproepen. De afgegraven grond werd gebruikt om heuvels op te werpen. Zo ontstond een afwisseling van relief en water met open en gesloten delen van het park. De aanleg werd vermoedelijk gedaan door J.D. Zocher jr.. De beek eindigde in een vijver met een eilandje. In de zuidelijke heuvel aan de vijver bevindt zich de ijskelder van kasteel Groeneveld. Ter hoogte van de brug over de beek is een zichtpunt naar het noorden. De beek eindigt in het noorden in een grote driehoekige vijver met eilandje bij de opgeworpen heuvel de Wijnberg. Deze heuvel dankt zijn naam aan de druiventeelt die hier tevergeefs werd uitgeprobeerd. De Wijnberg bood uitzicht over de achterliggende weilanden en de in chaletstijl gebouwde melkboerderij 'Wildenburg' die in 1934 werd afgebroken. In het park bevinden zich tientallen tulpenbomen waarvan de oudste uit 1830 dateert.
Bij een grote restauratie tussen 1976 en 1981 werden de Franse en de Engelse stijl van het park in elkaar geschoven. De centrale middenas bleef daarbij bestaan.

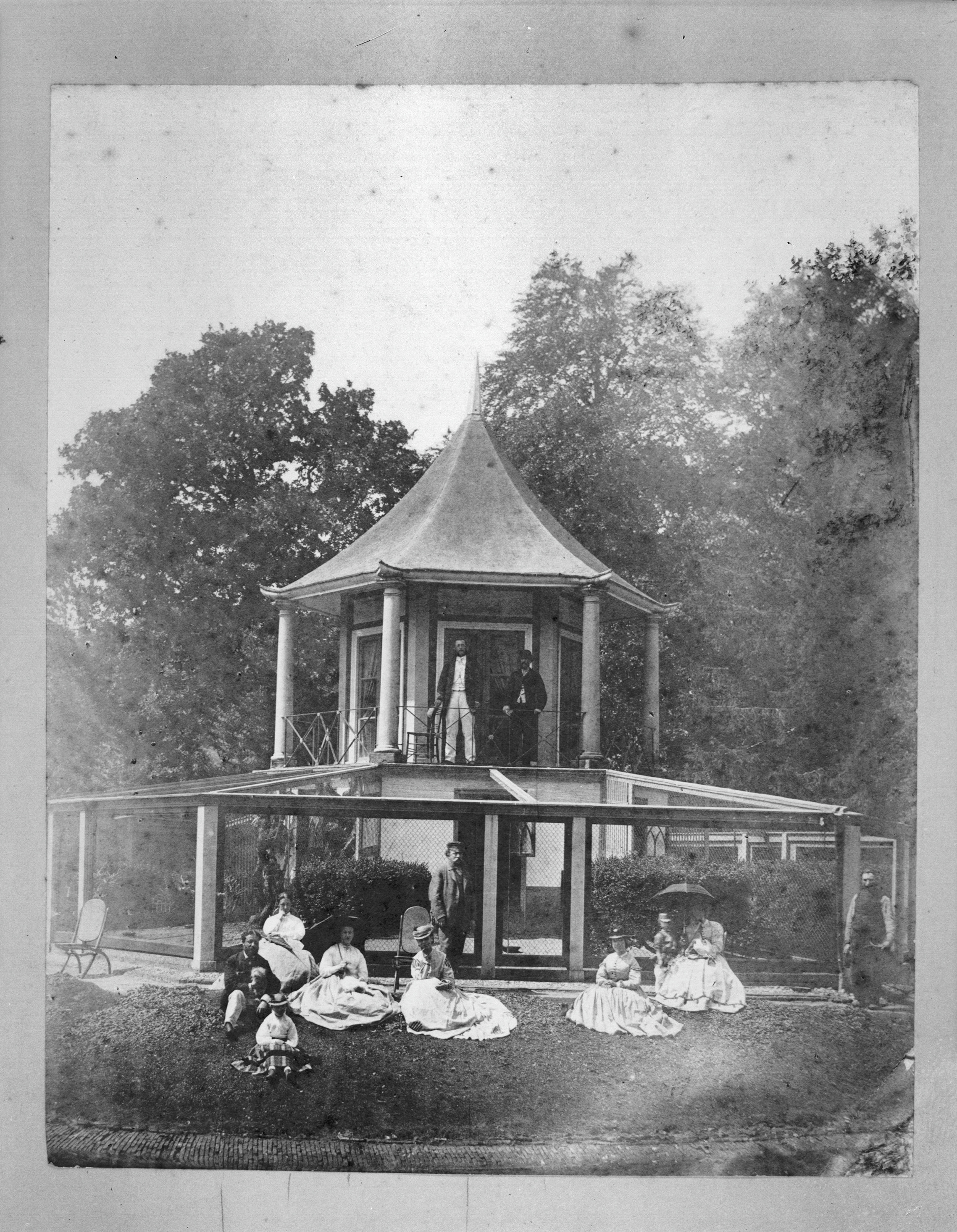
koepel en volière
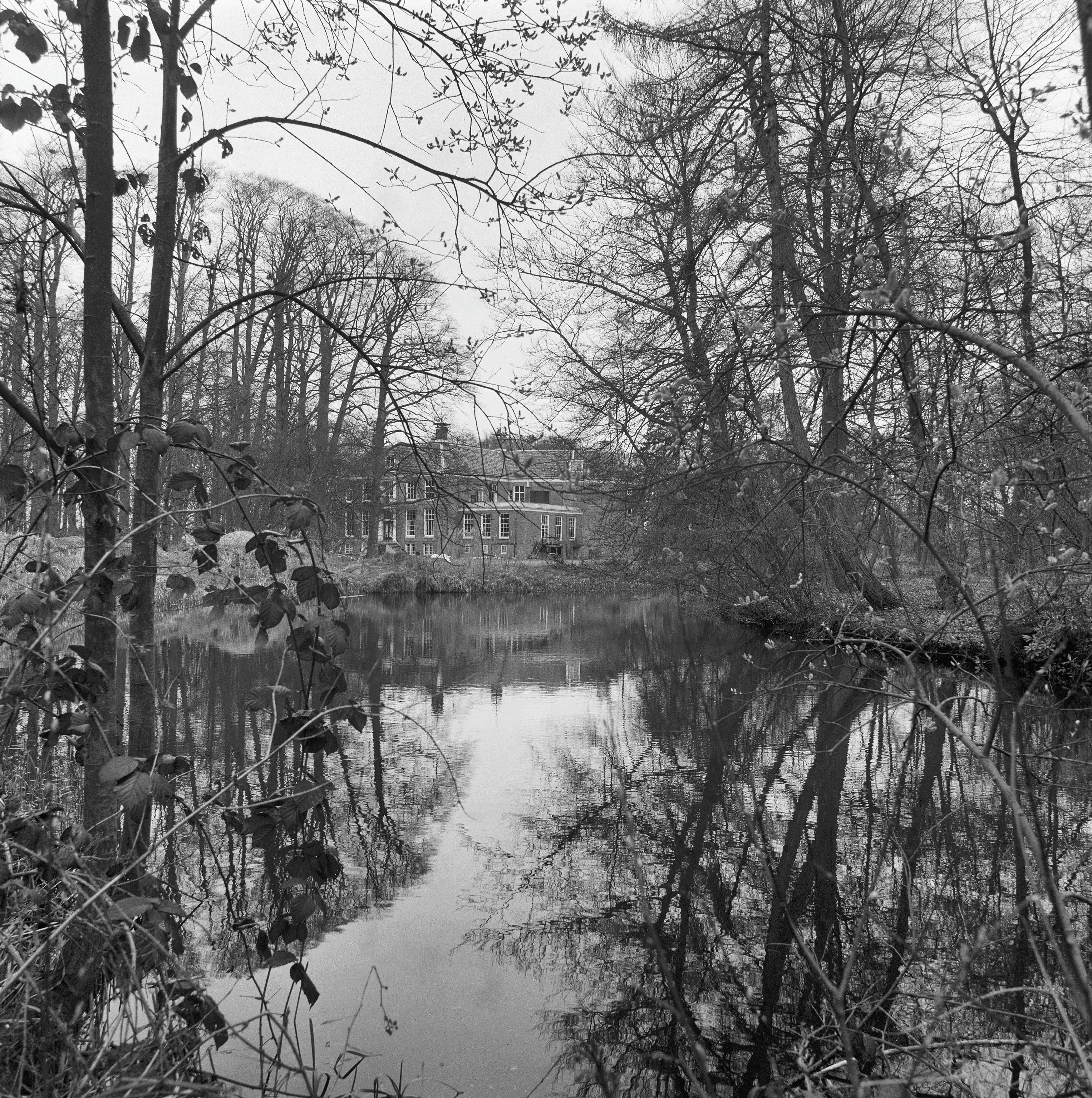
achterzijde met het park
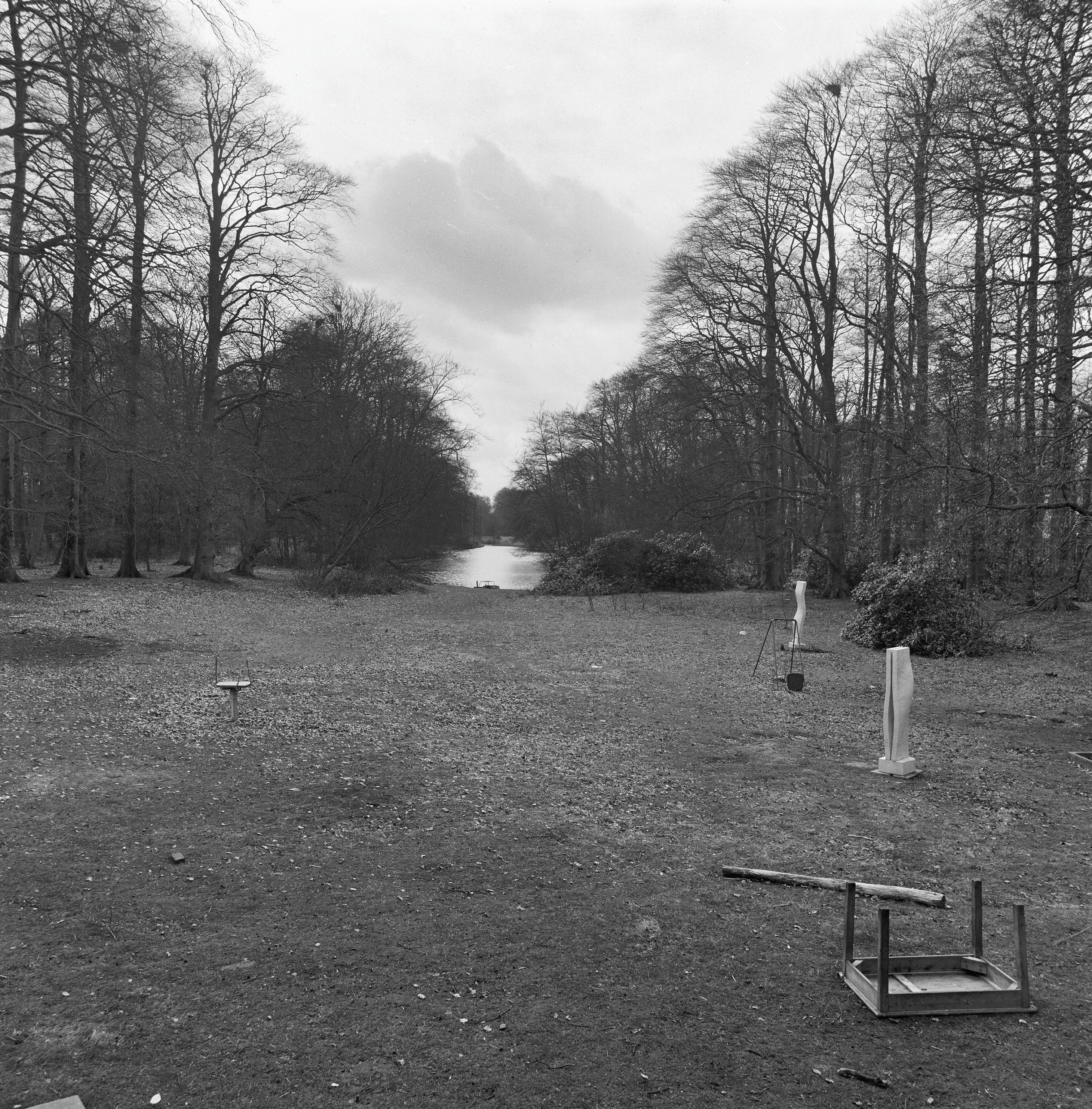
park met beek
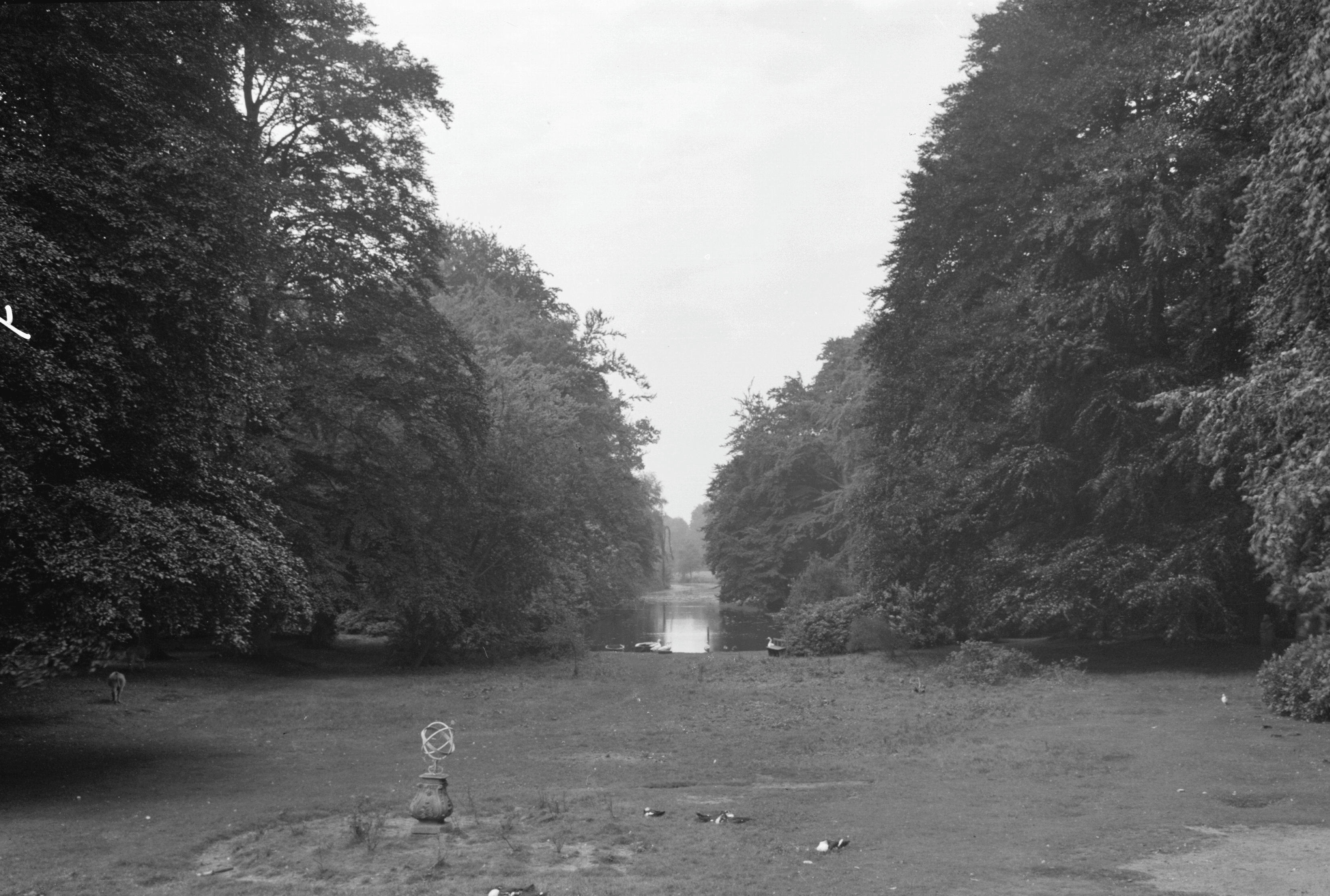
park met beek en zonnewijzer
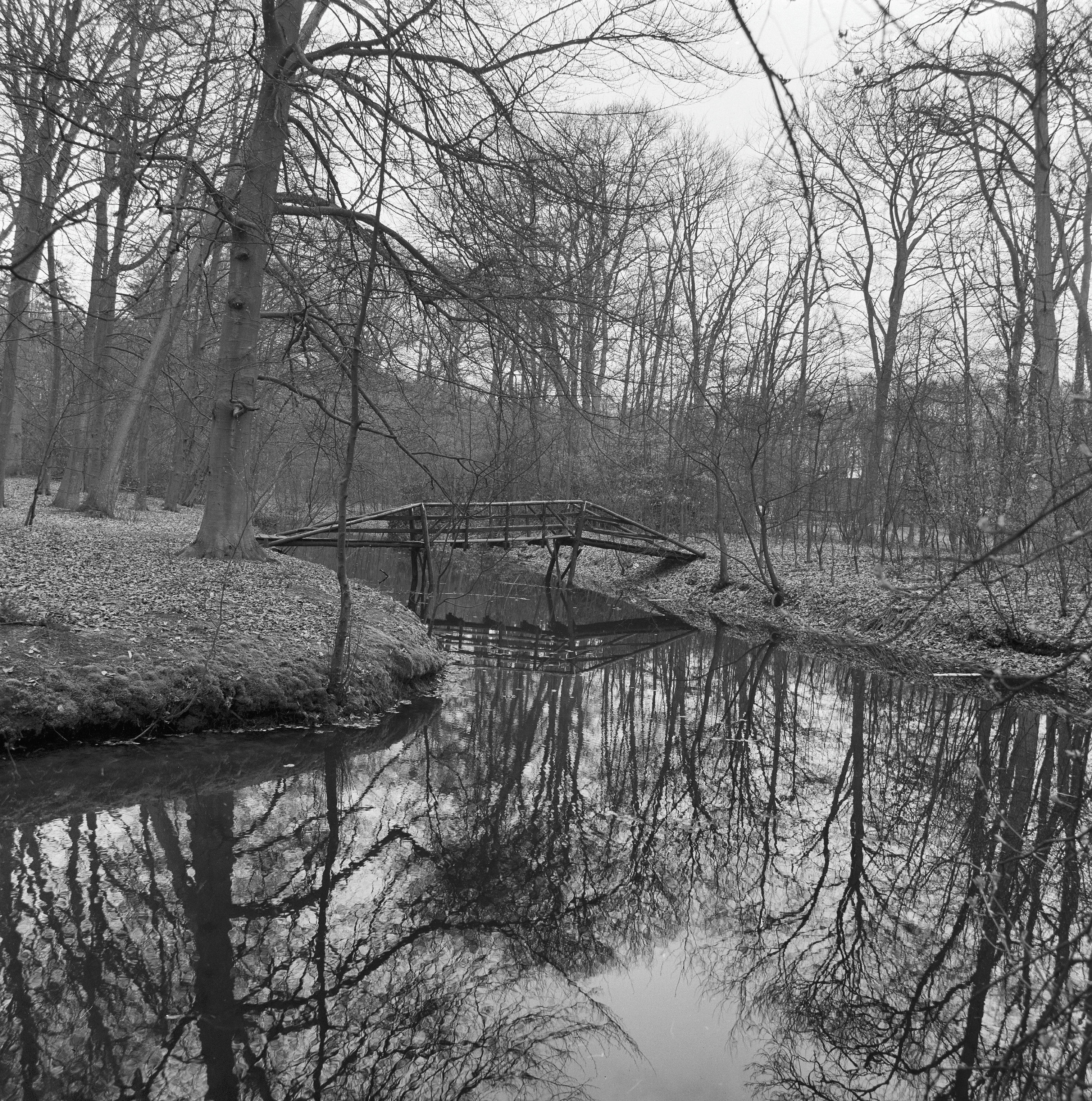
brug over de beek
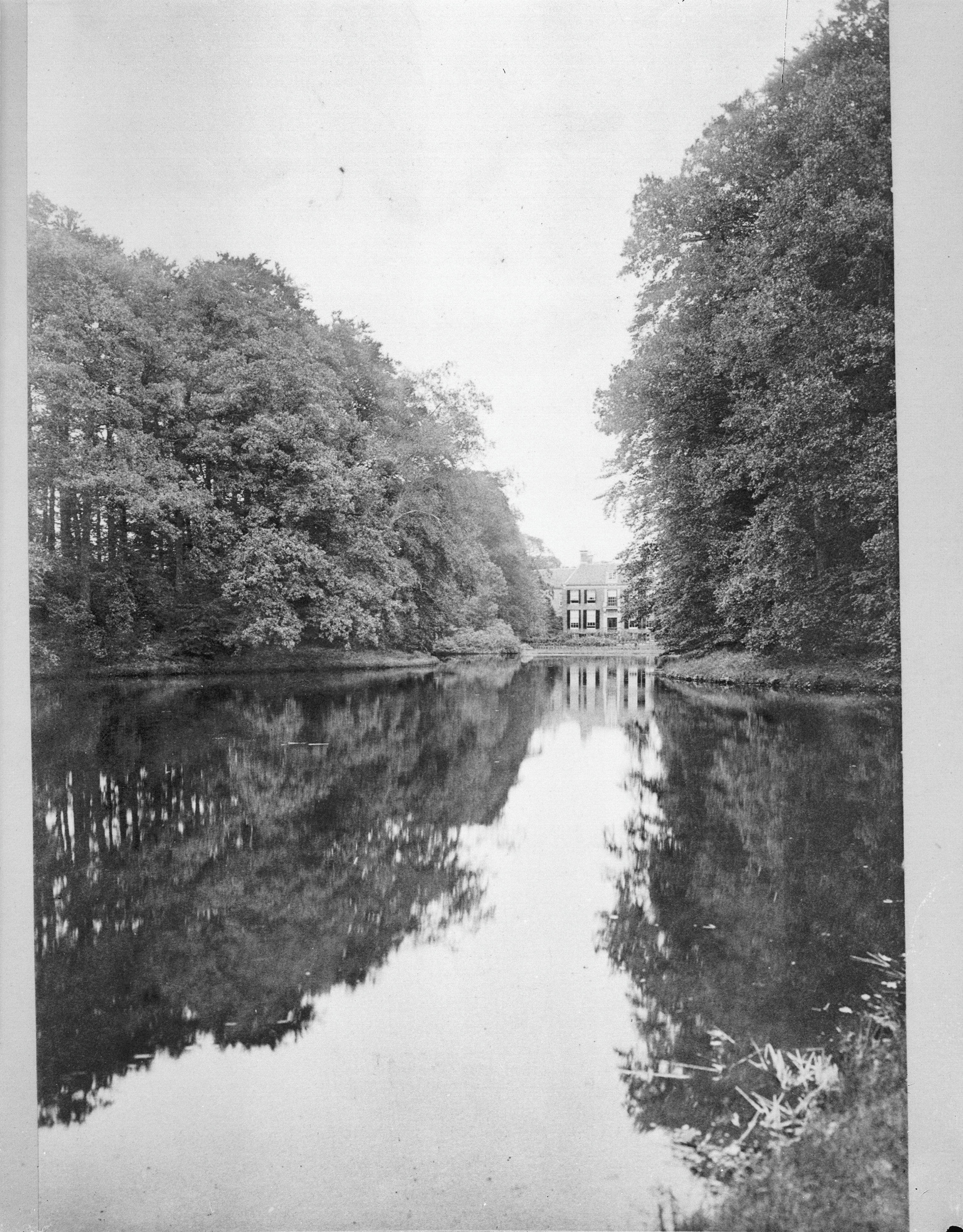
overzicht rond 1900
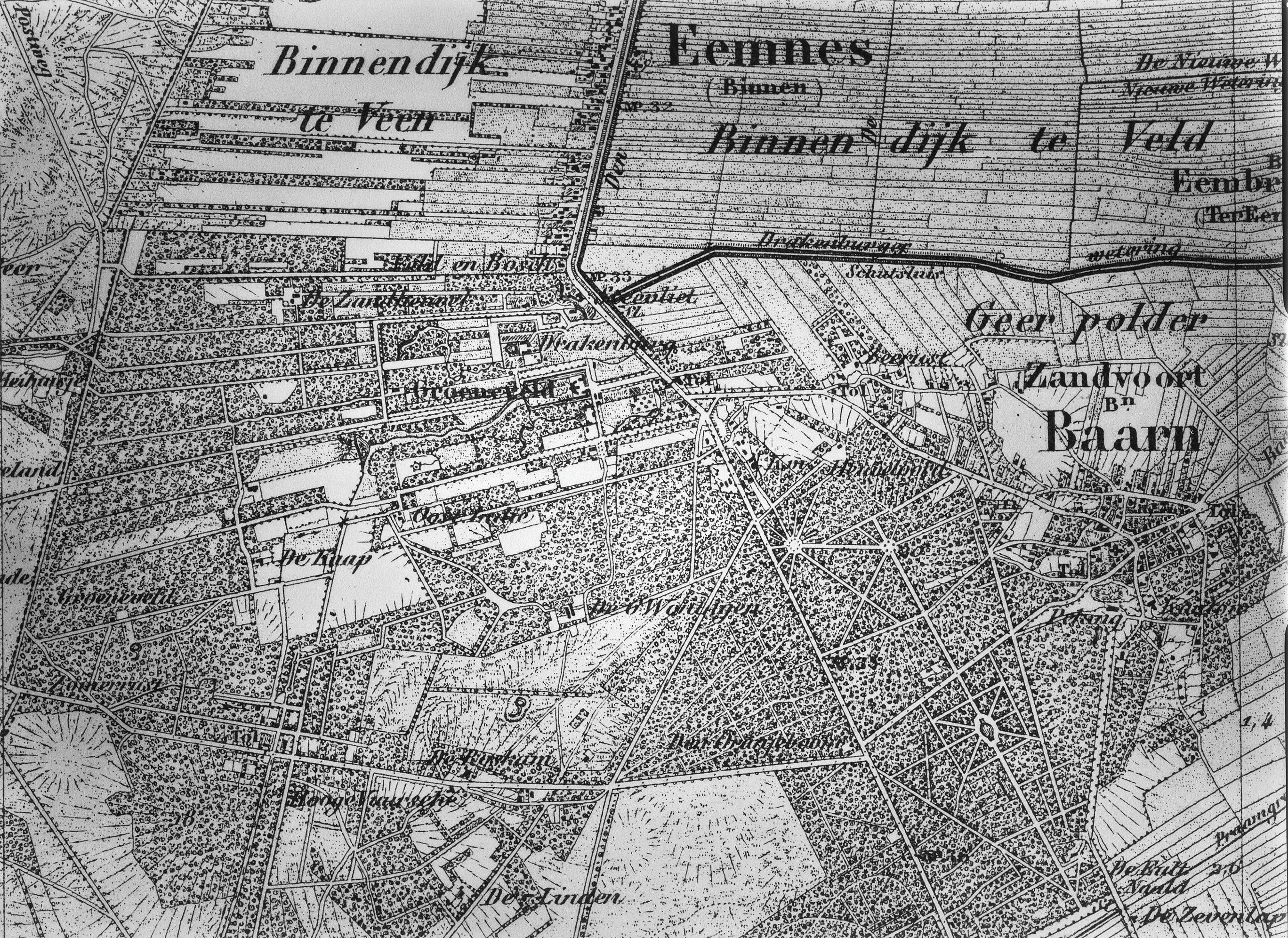
topografische kaart van het terrein
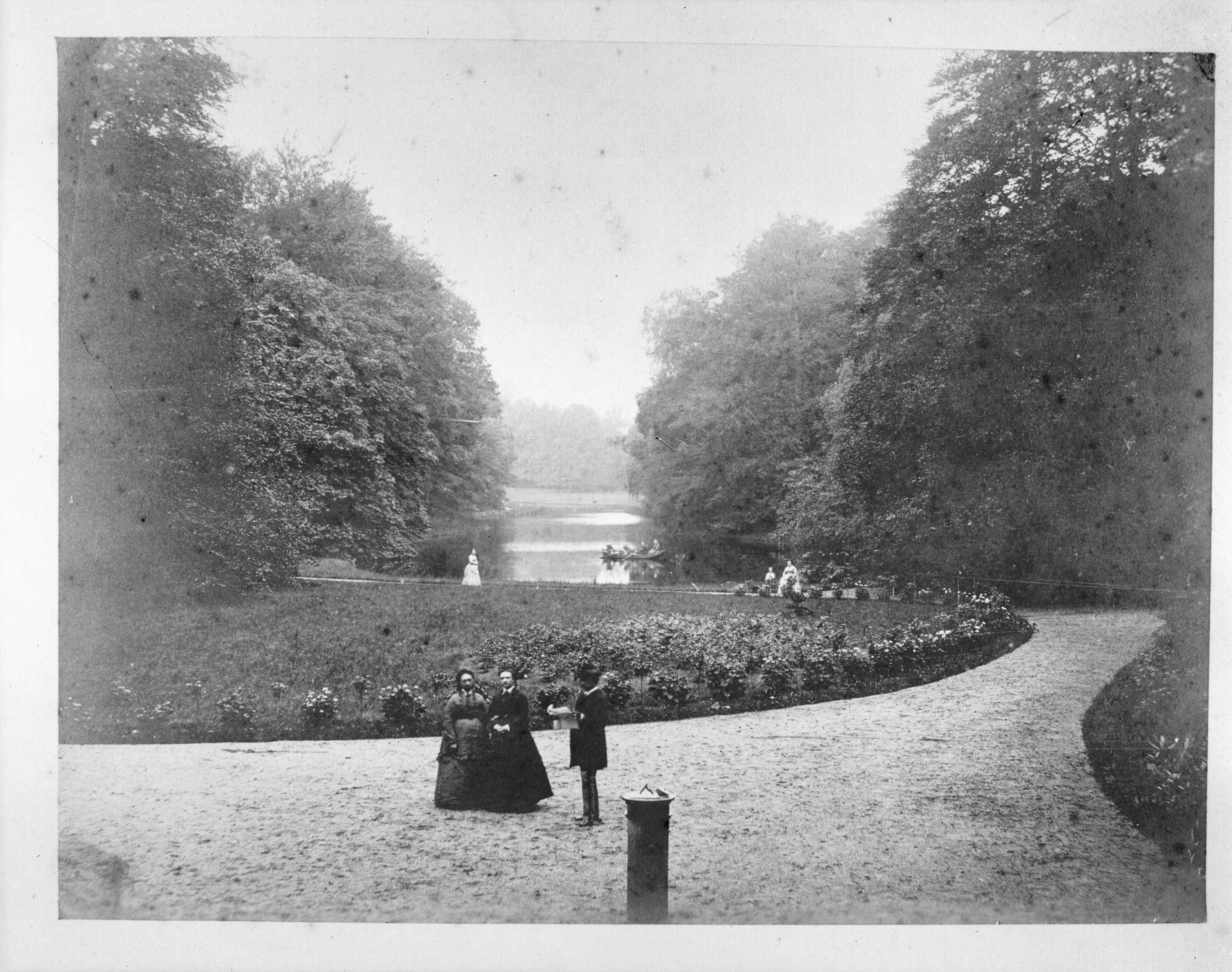
park met vijver aan de achterzijde
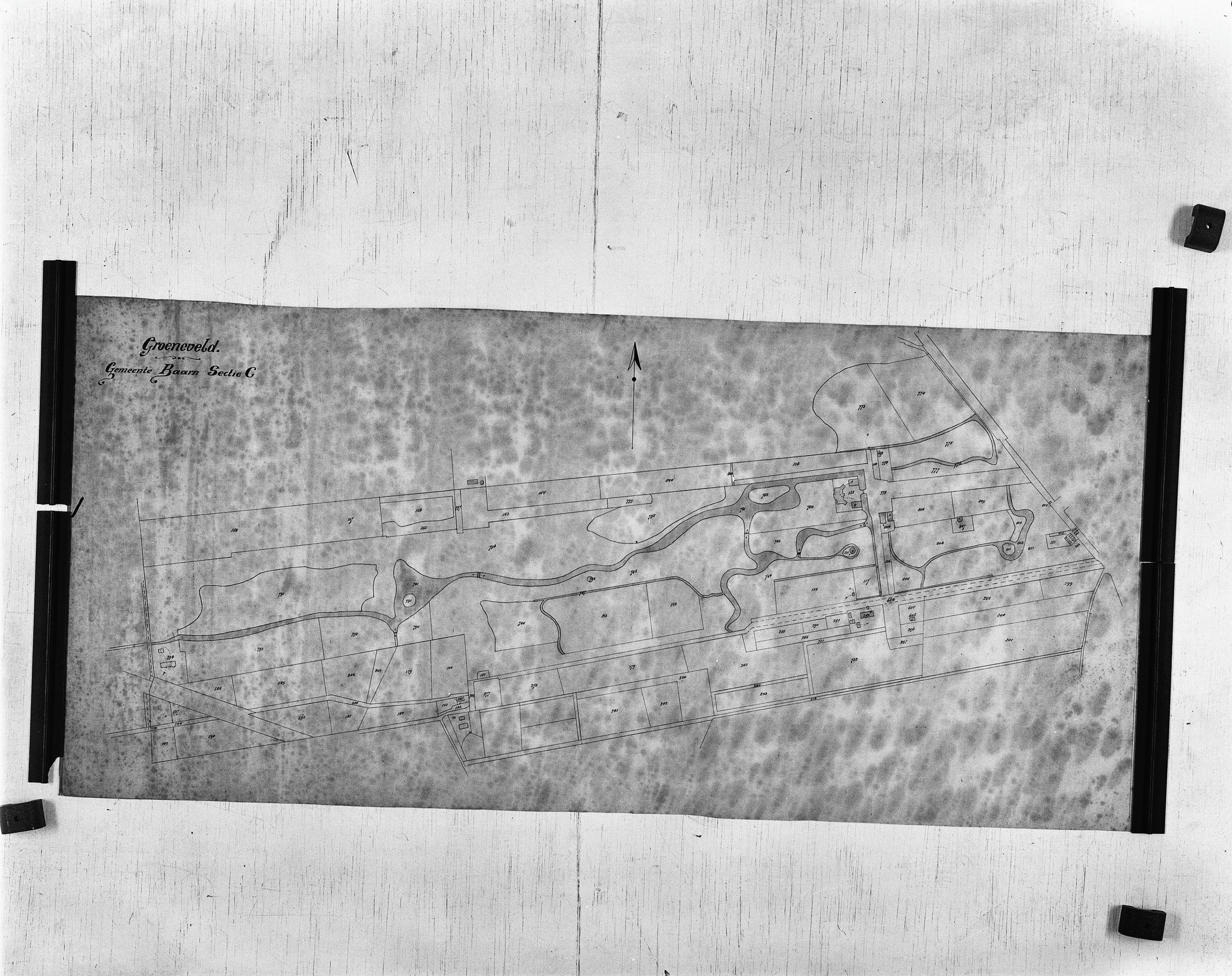
kadastrale kaart
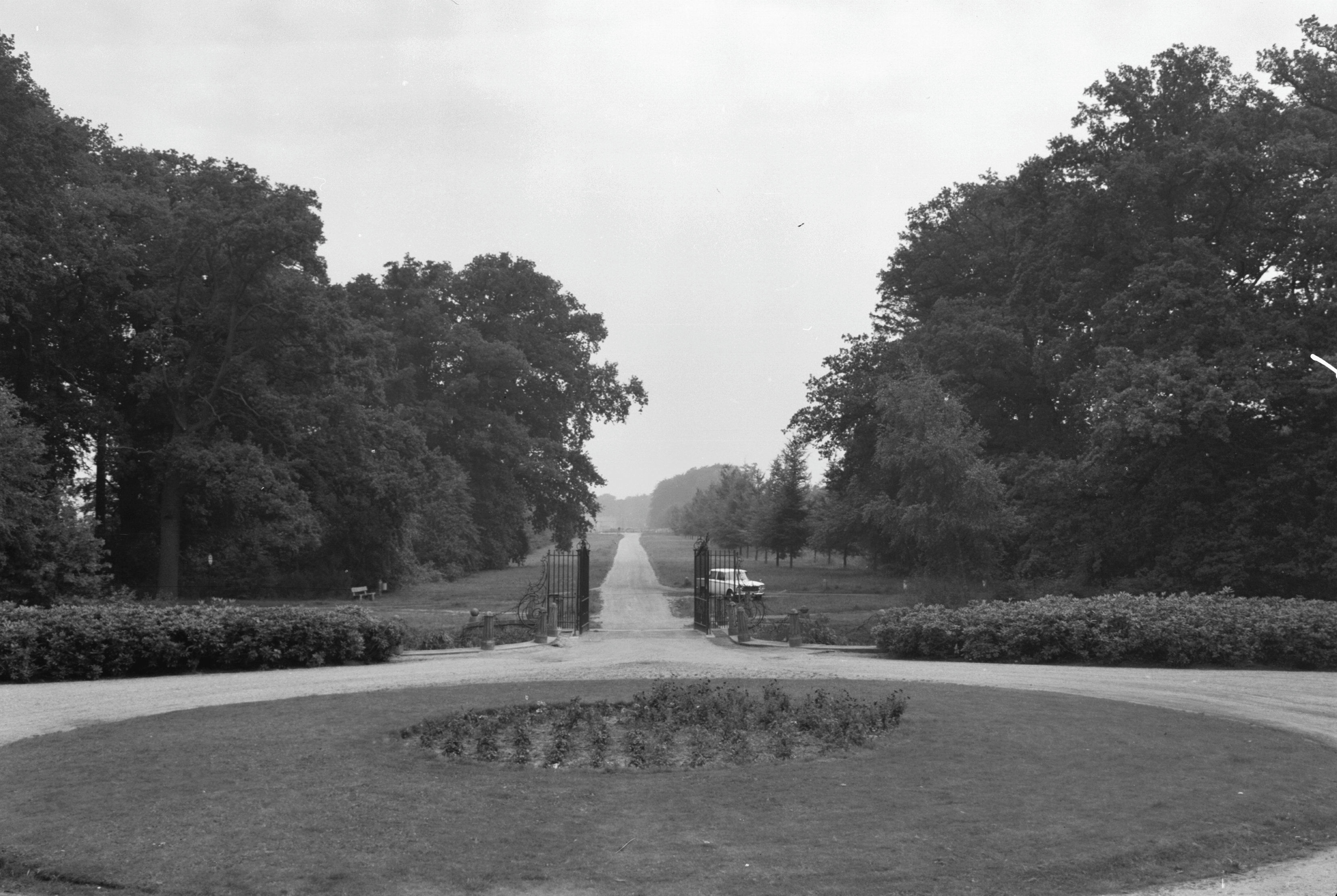
zicht op de oprijlaan
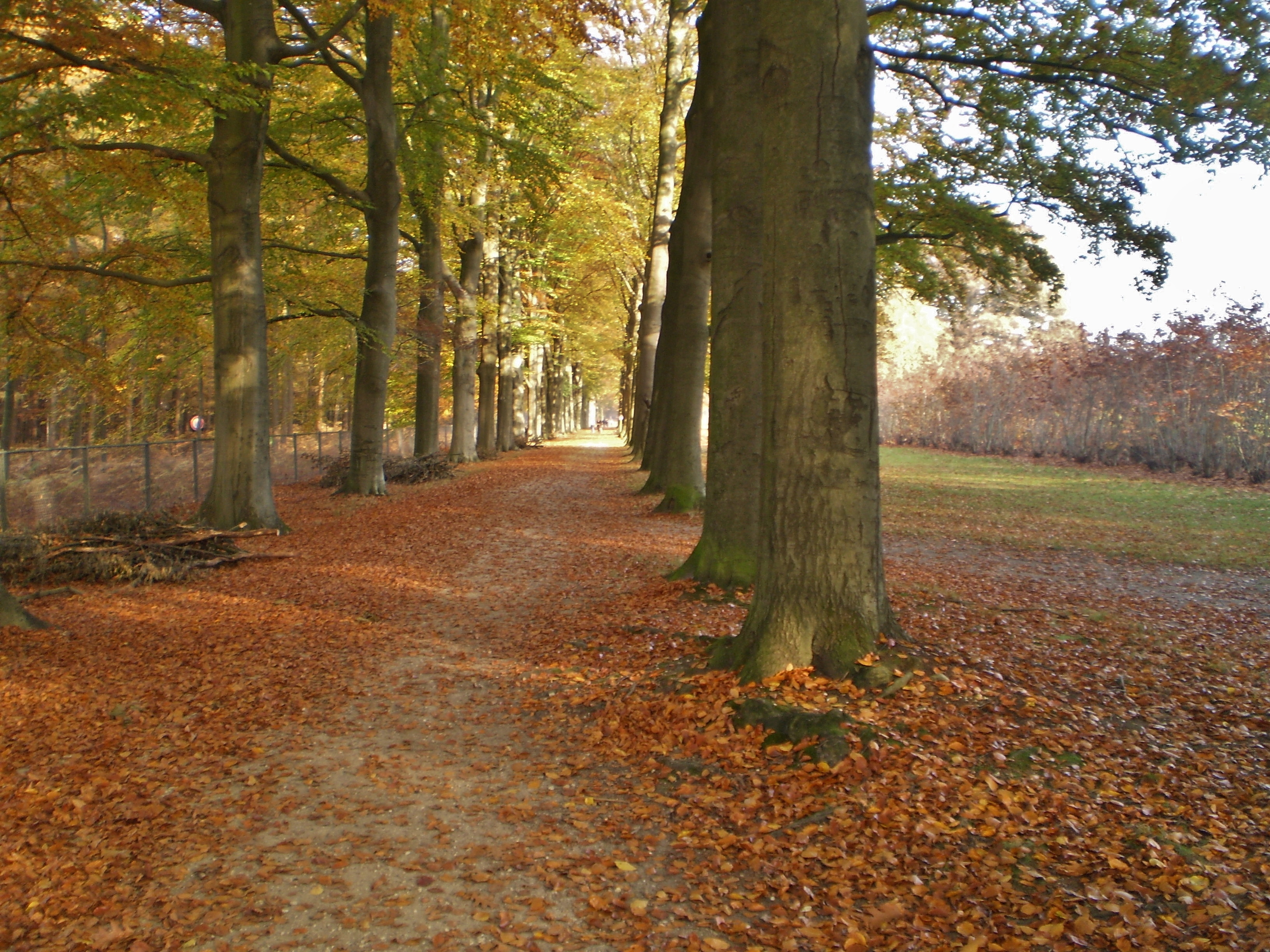
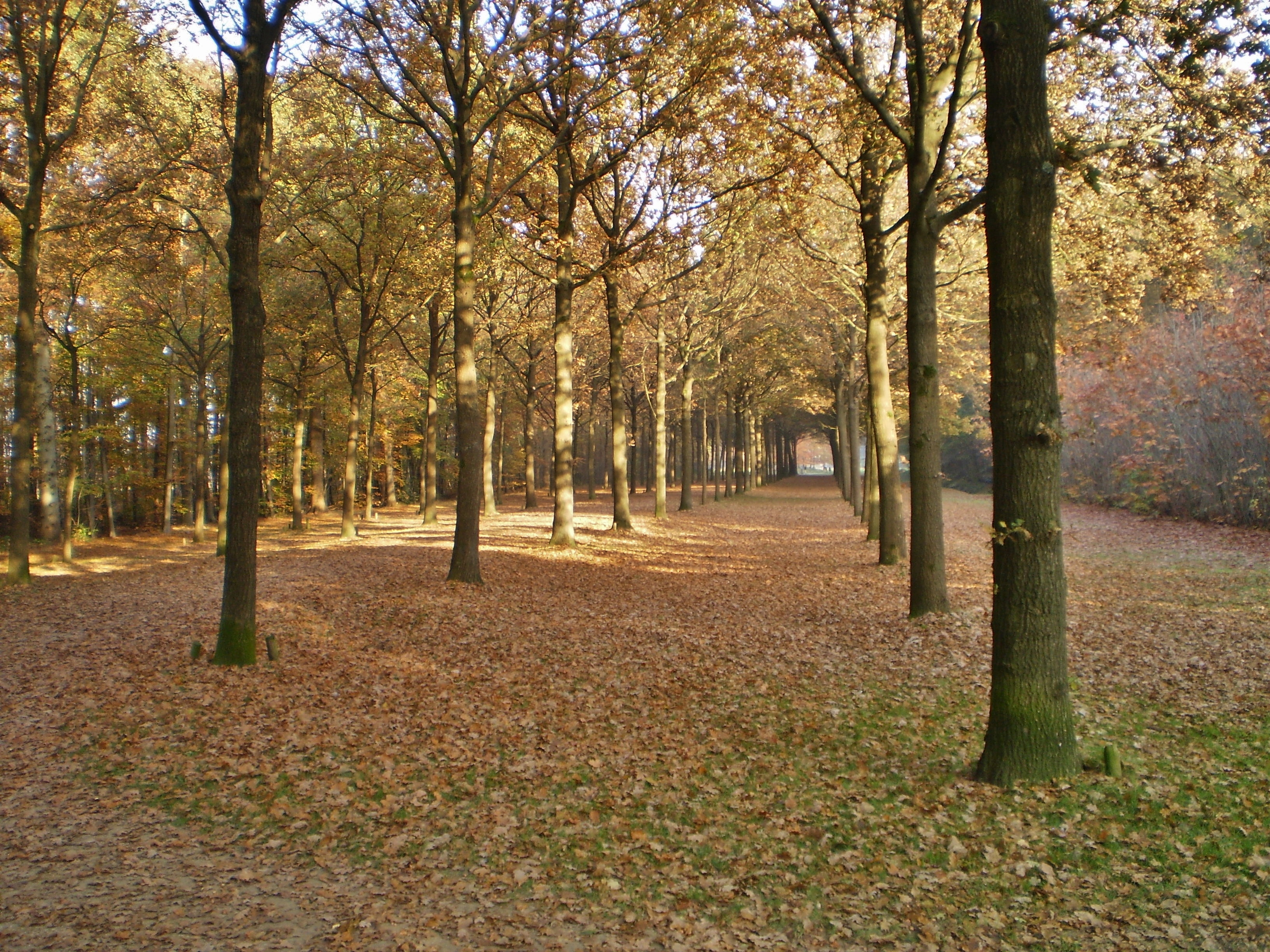
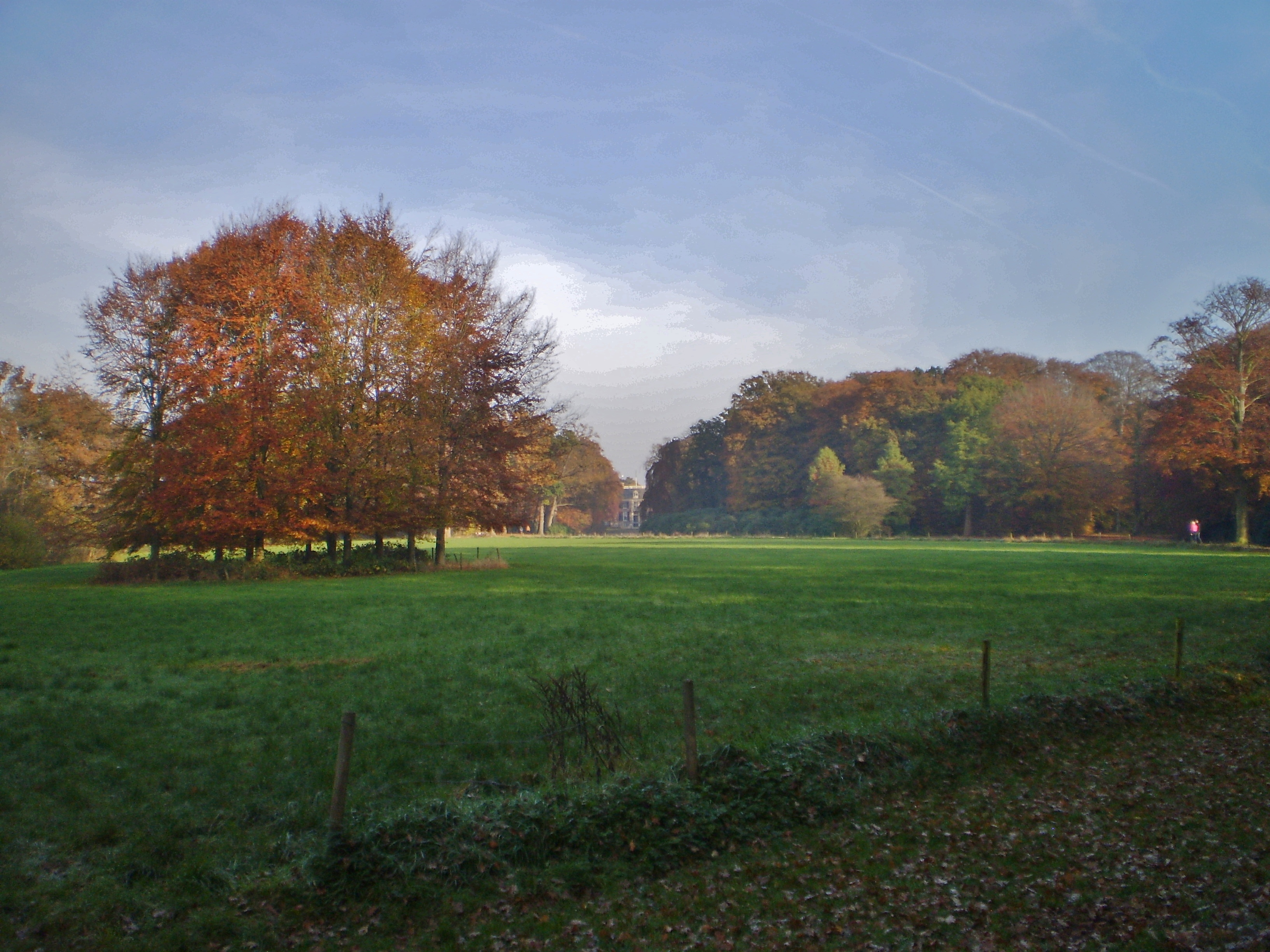
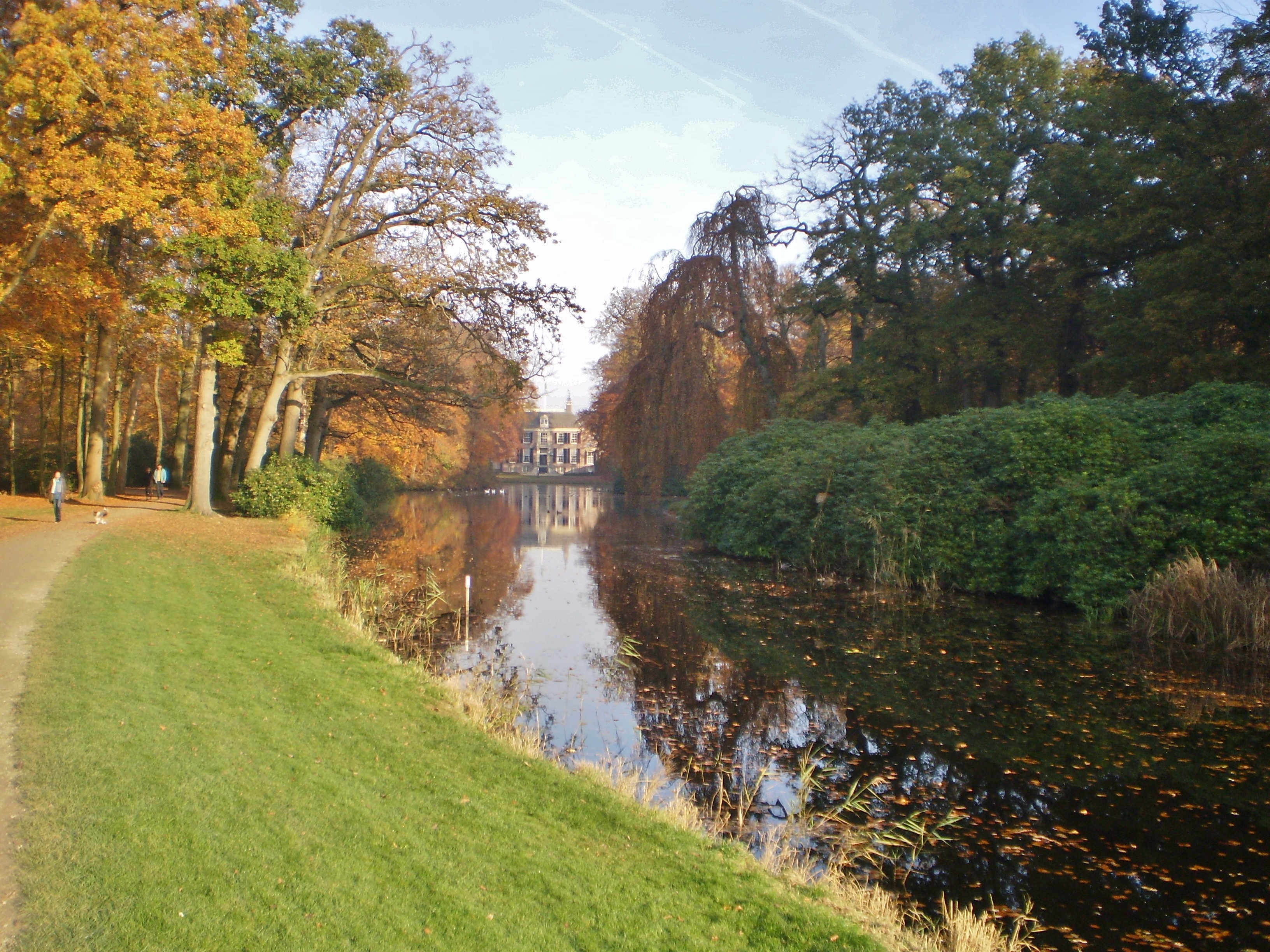
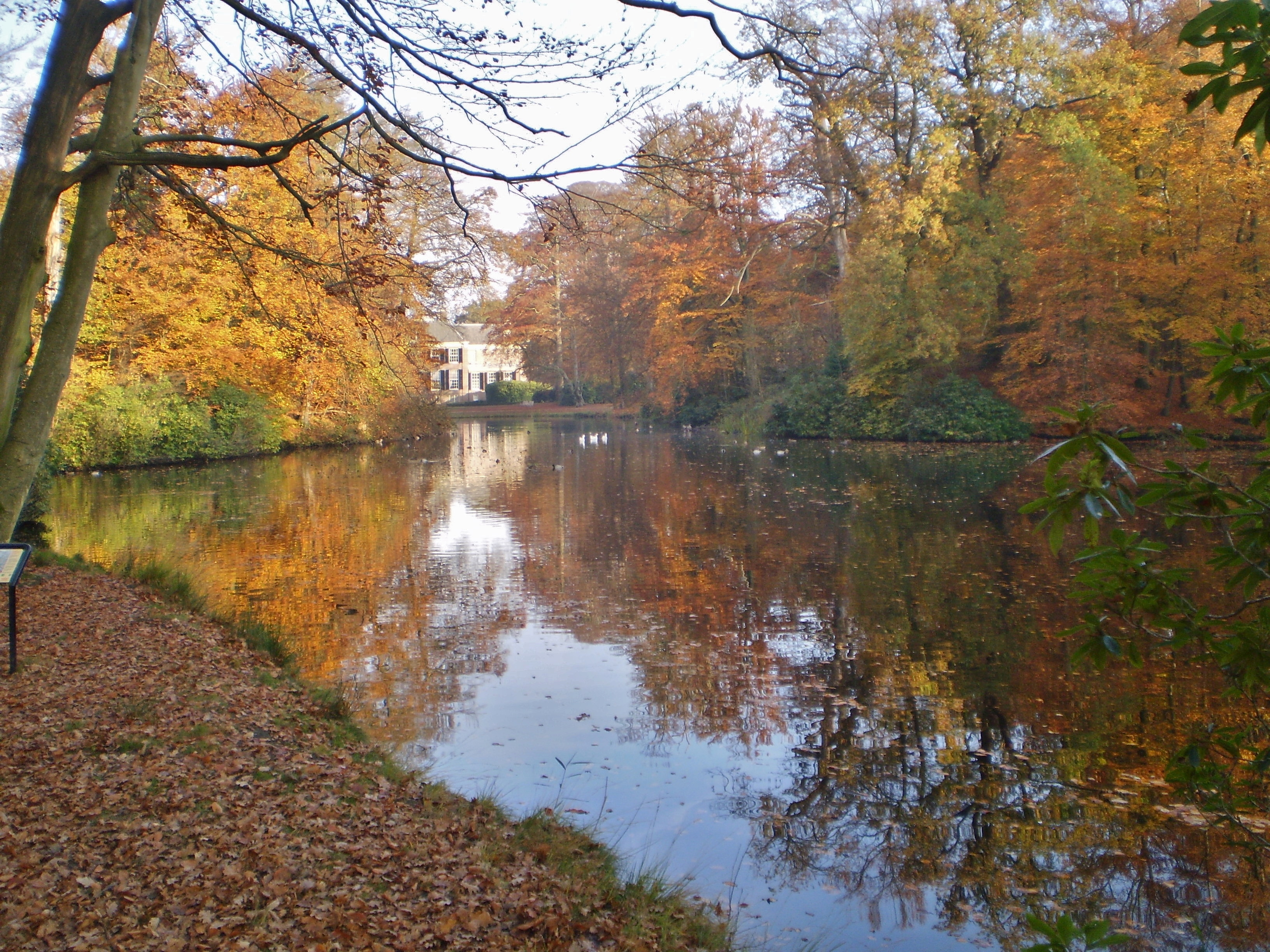
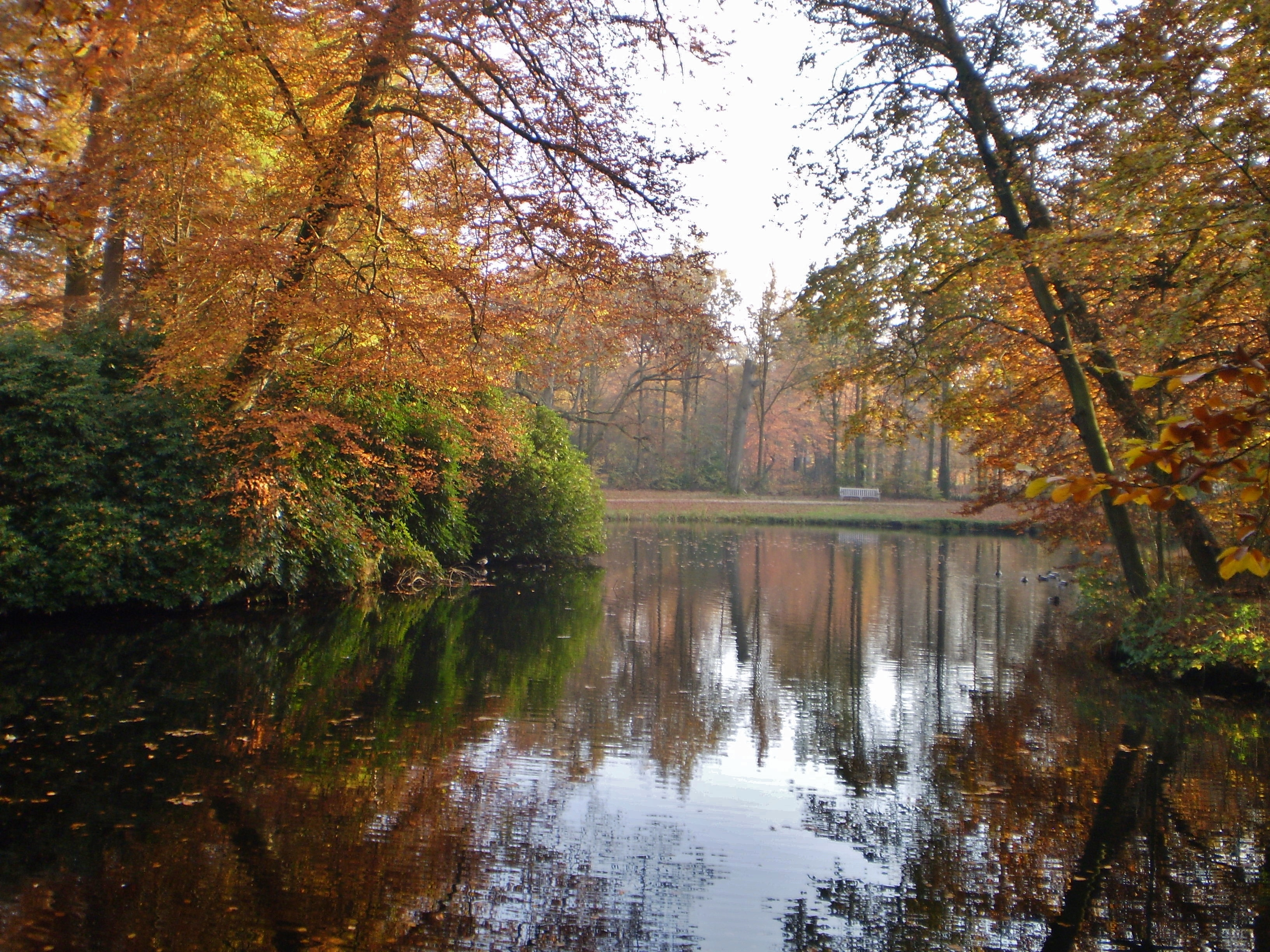
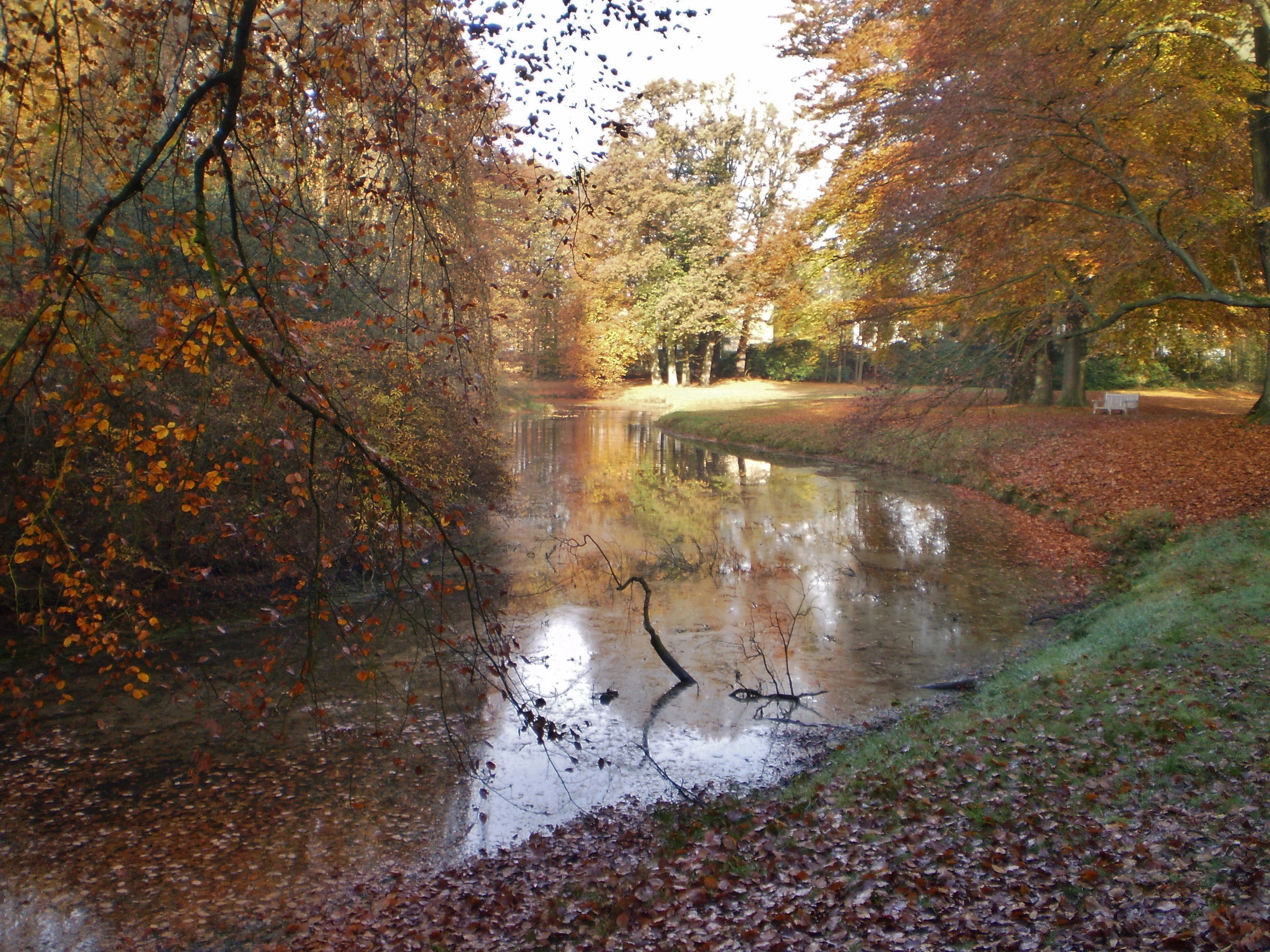
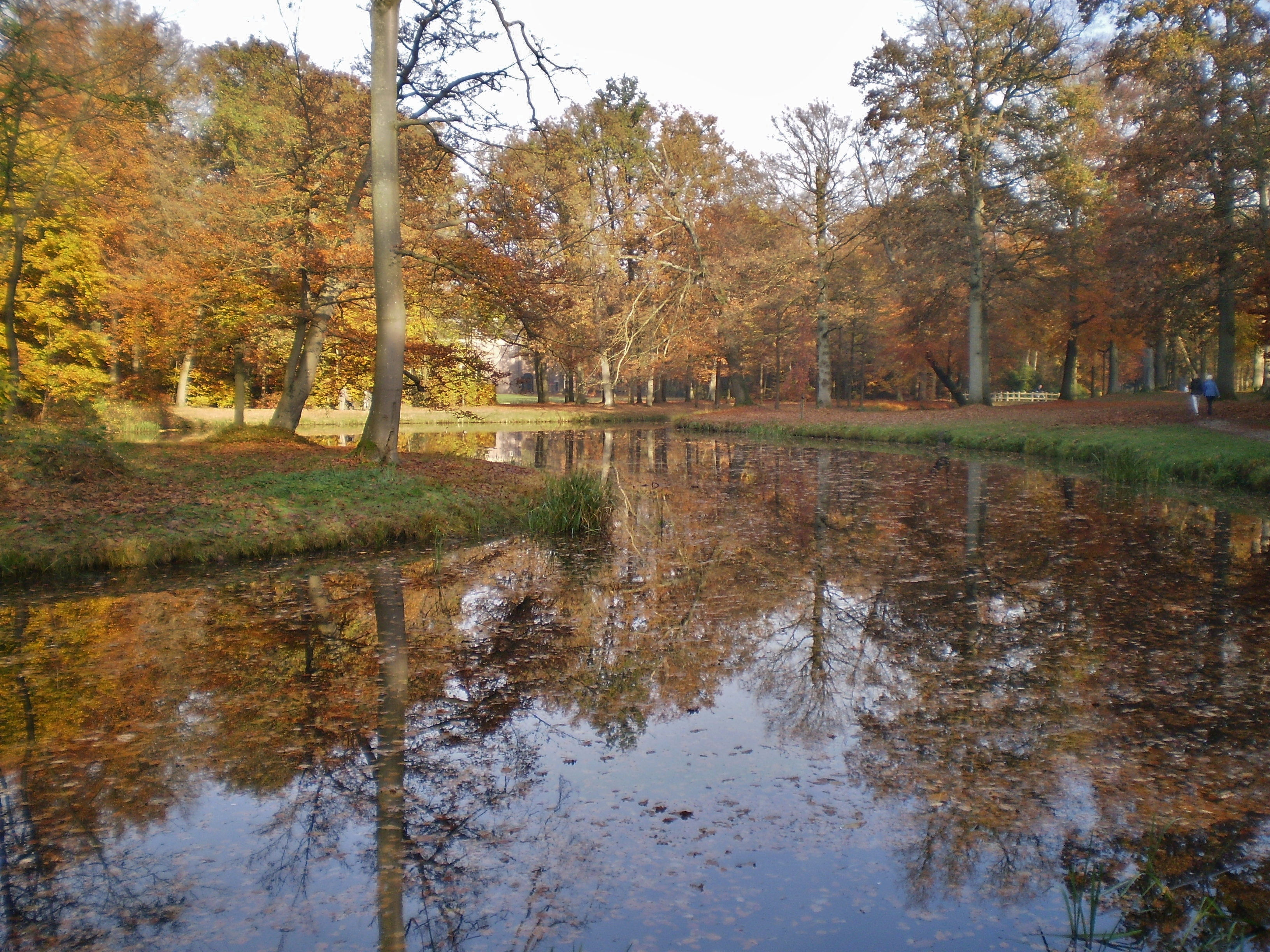
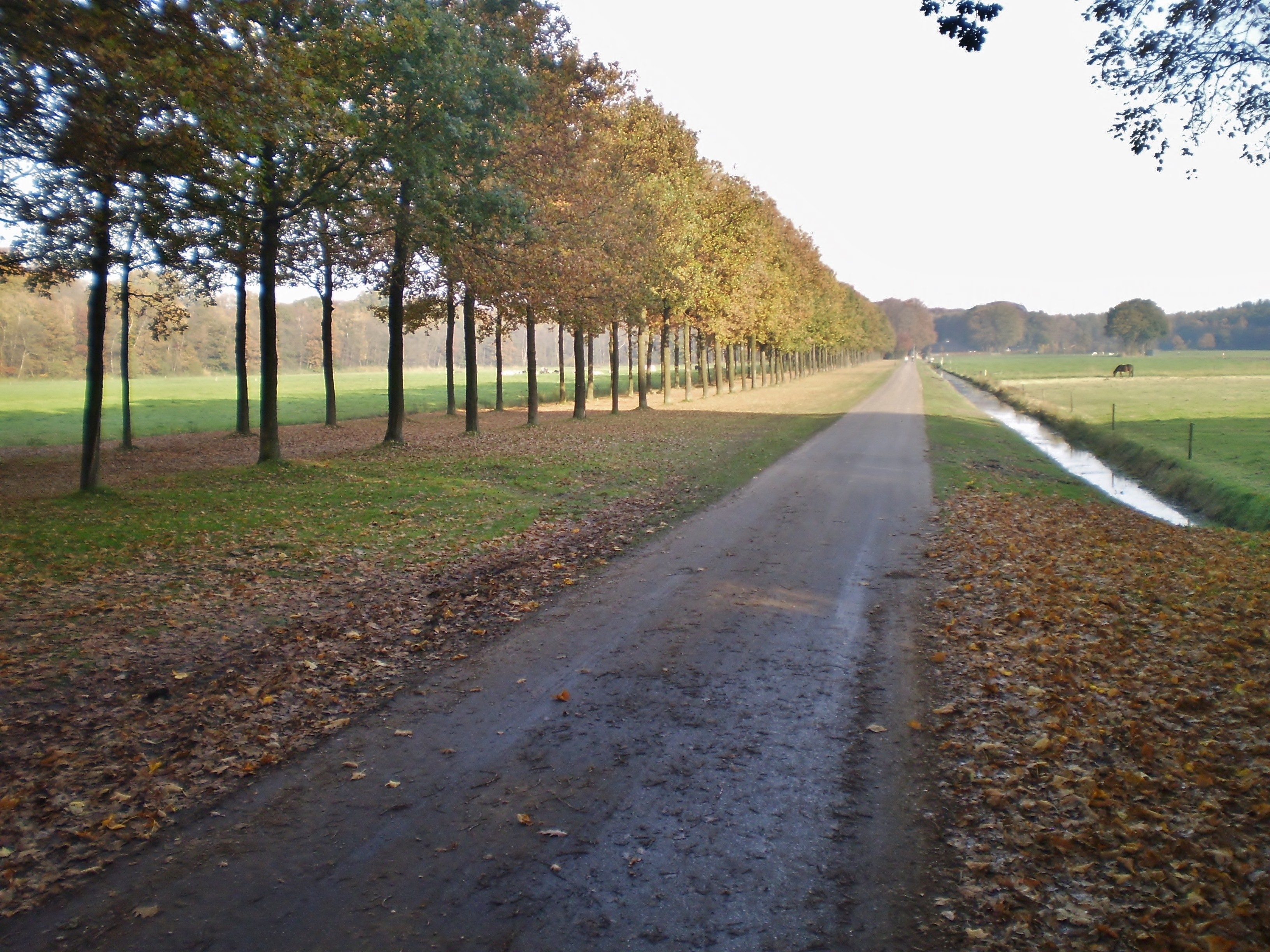
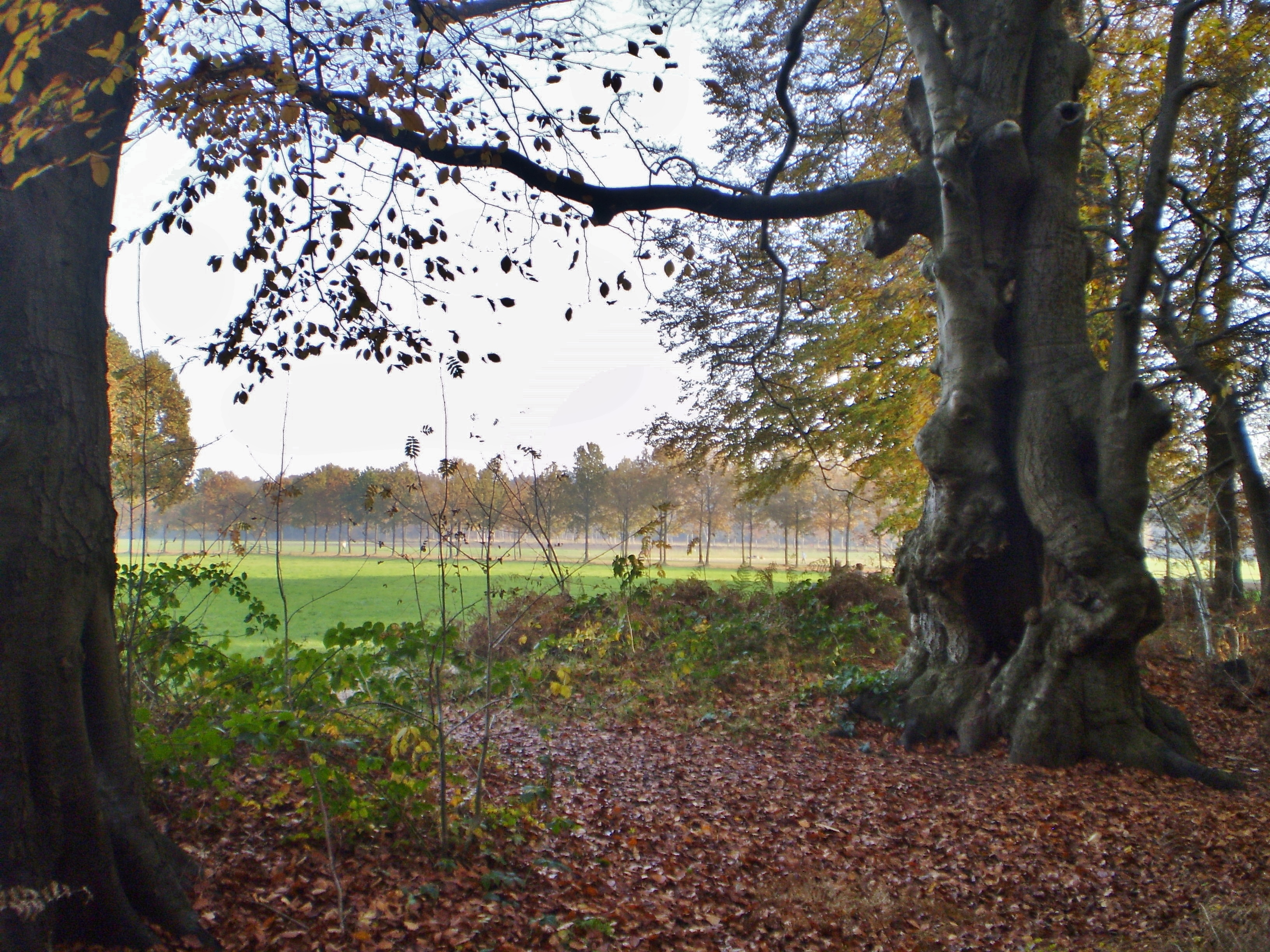
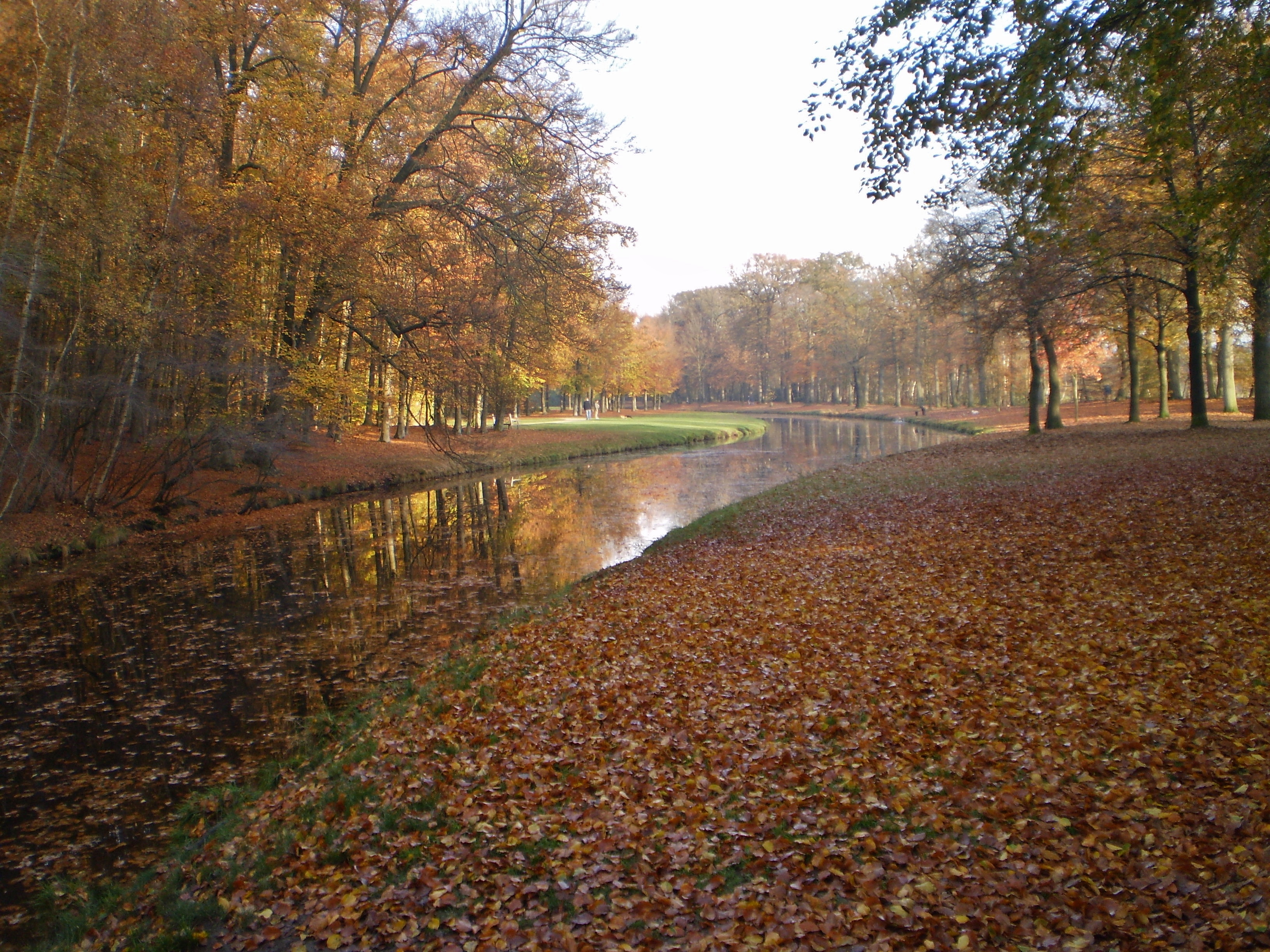
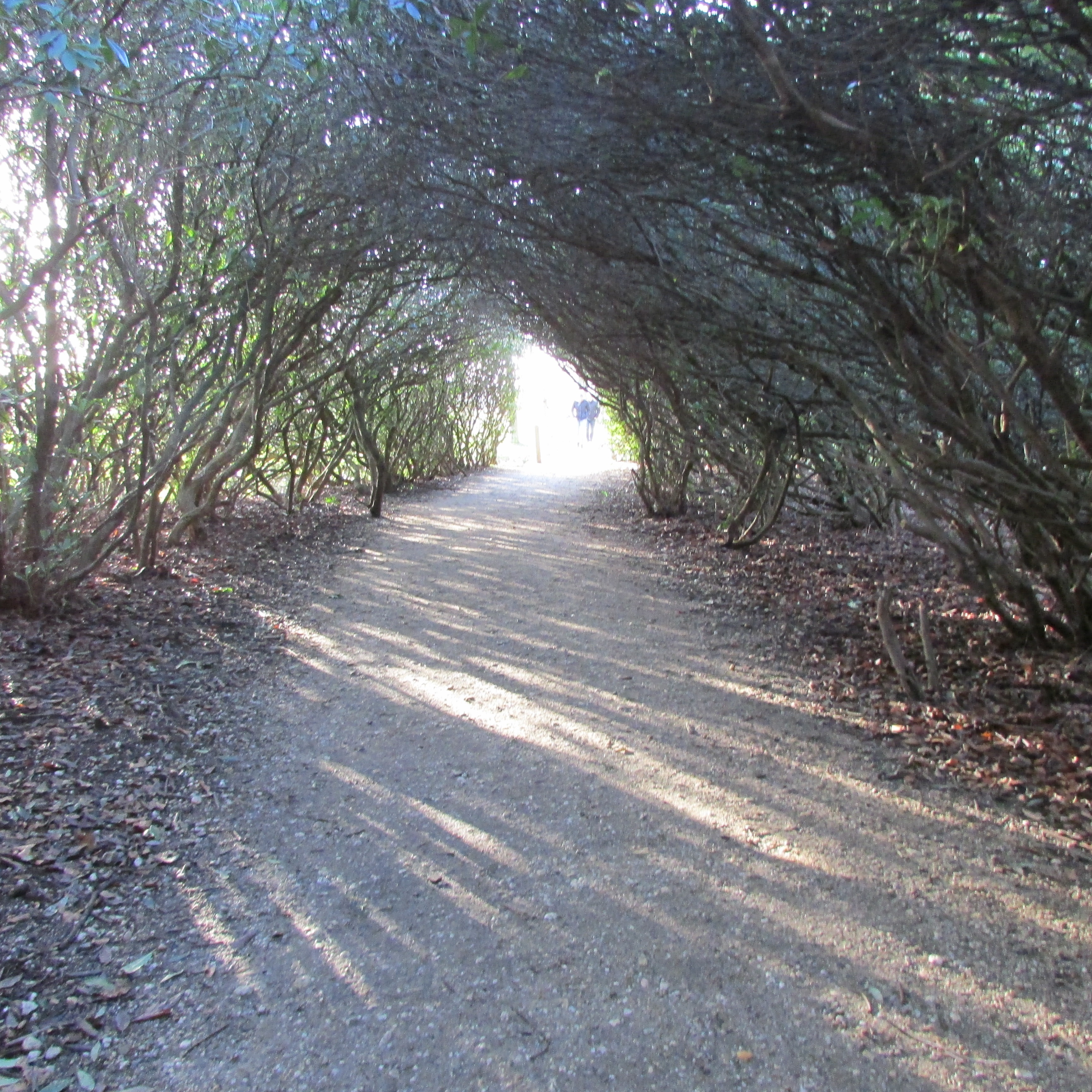
berceau van rododendron bij de Hofbrug
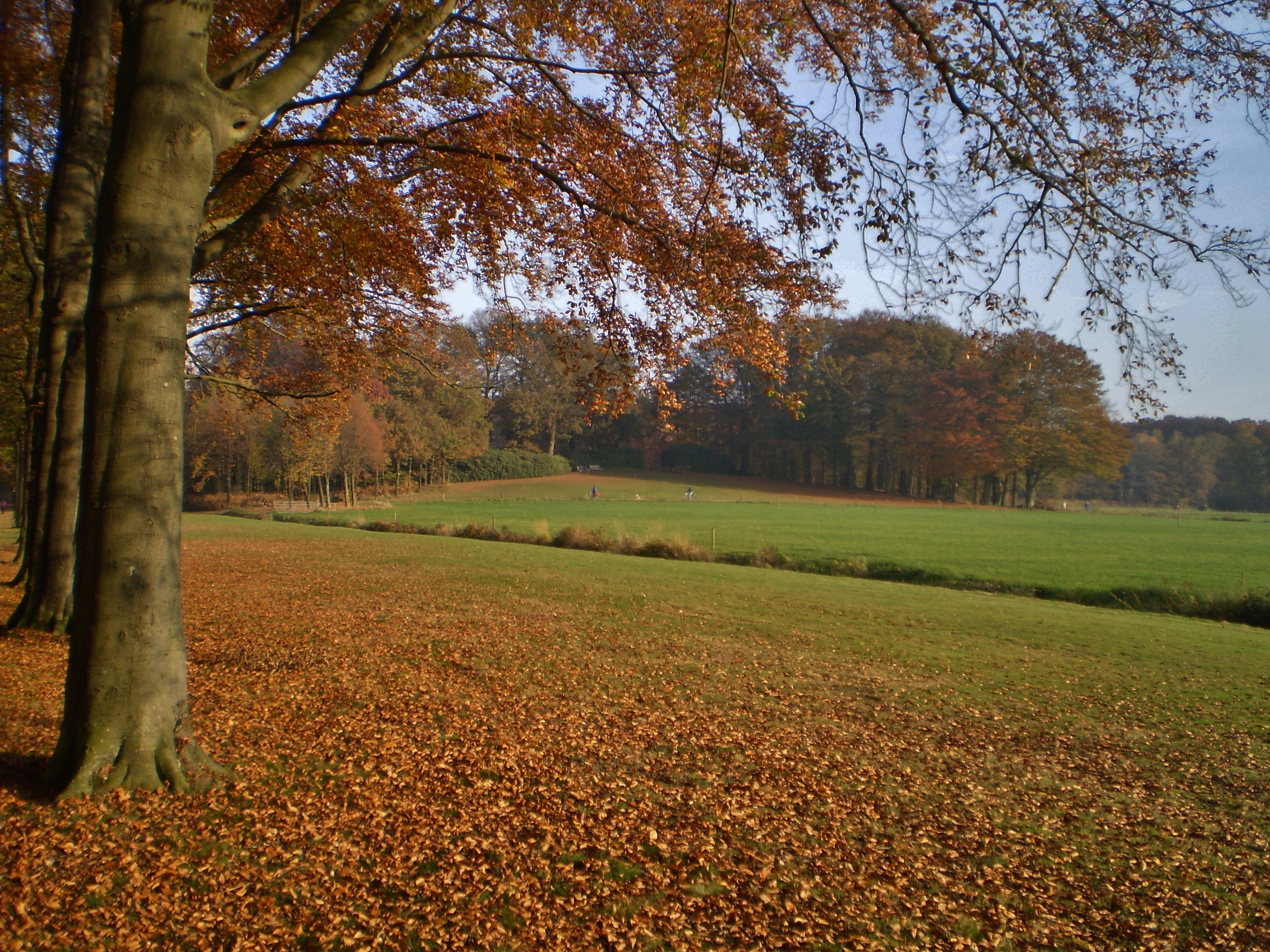
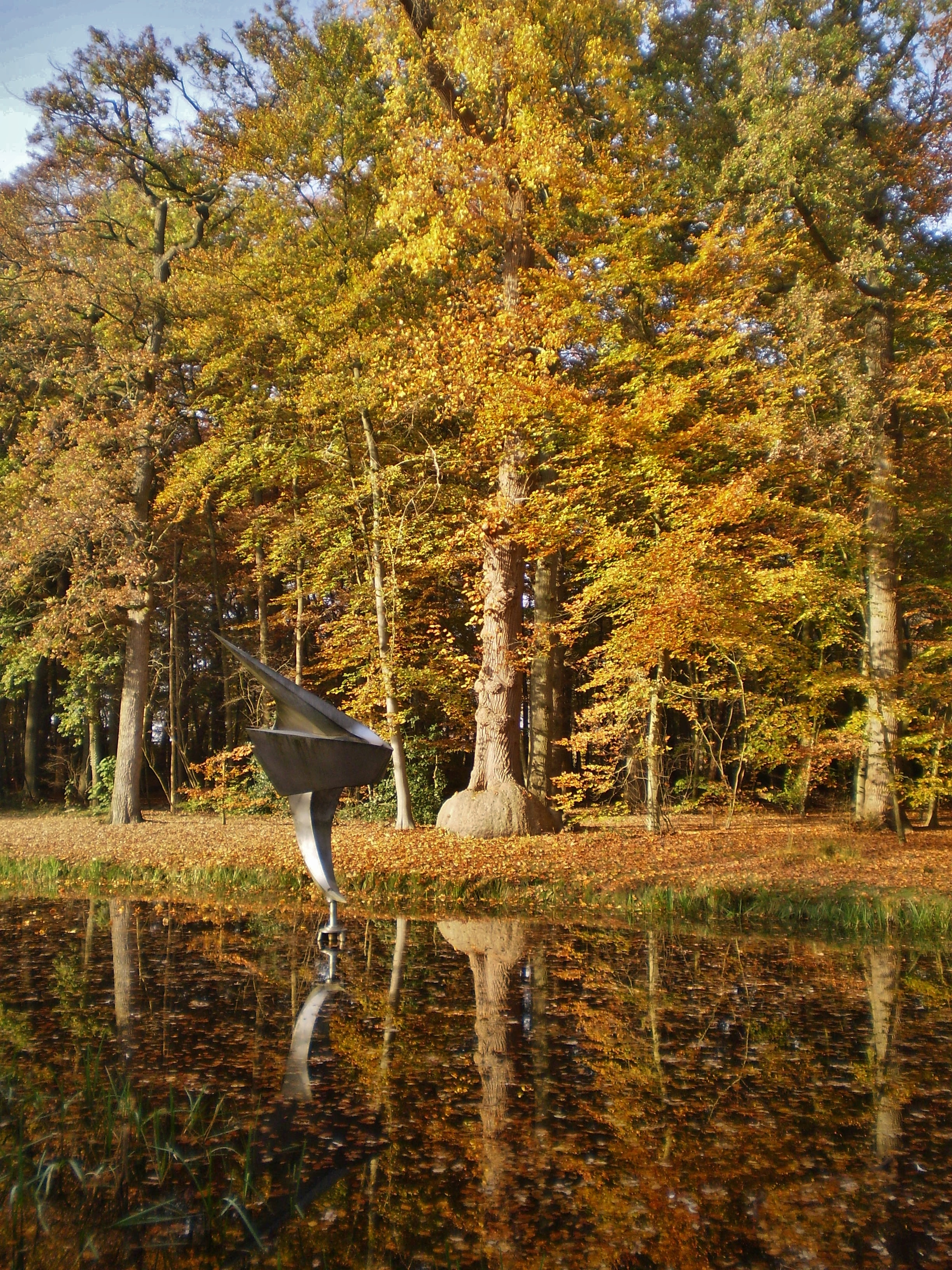
tulpenboom
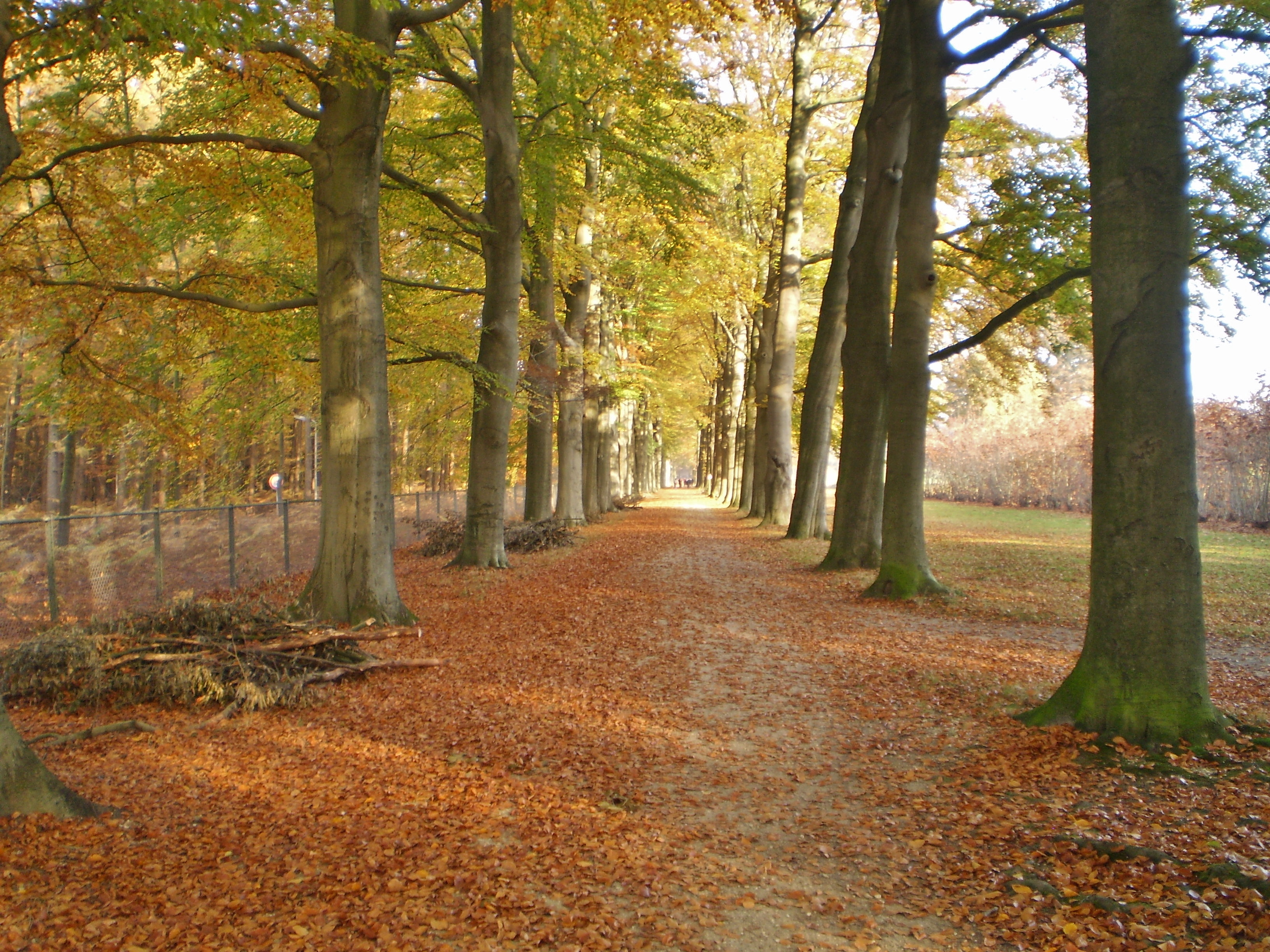
zicht vanaf Amerpoort
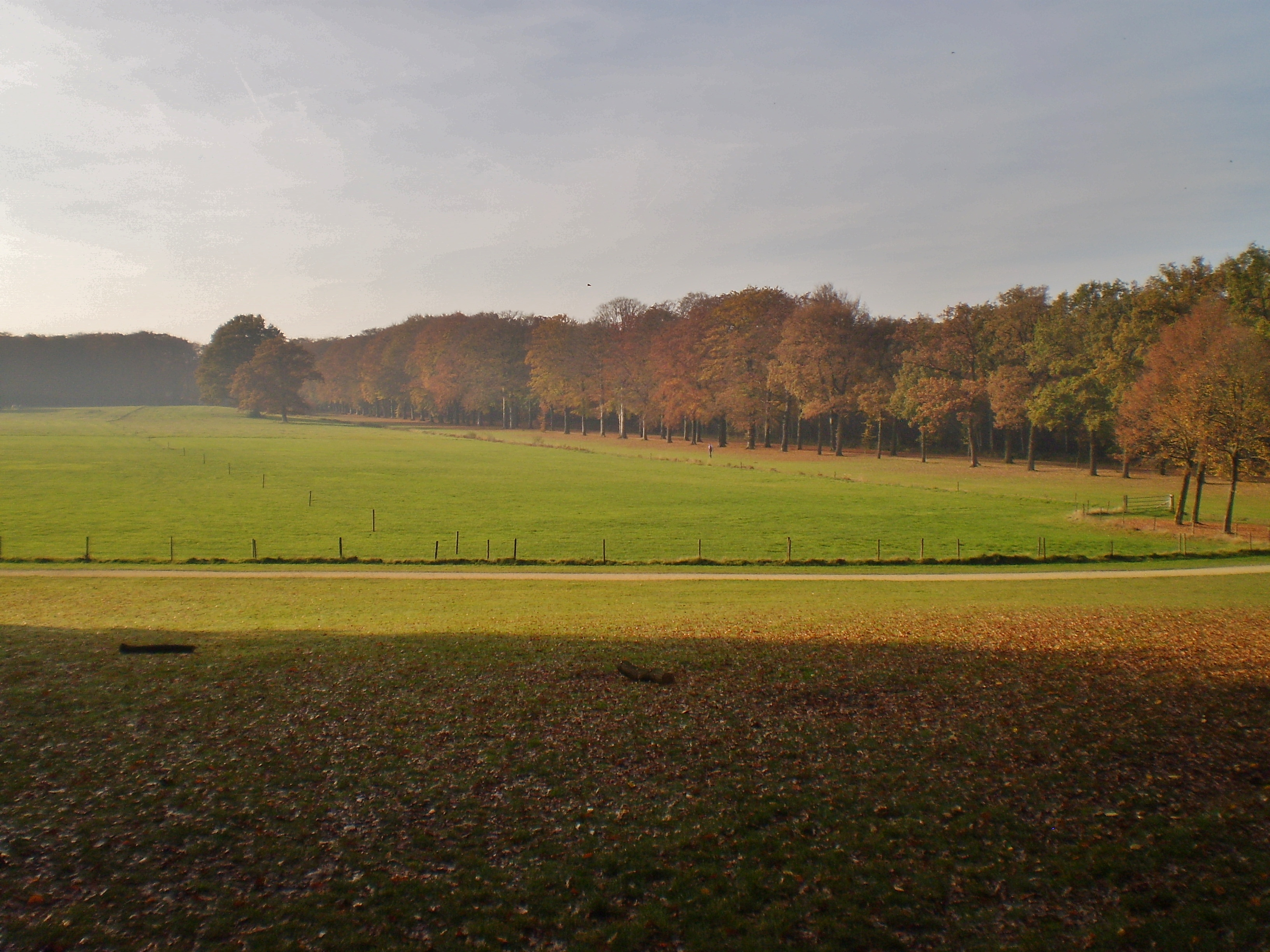
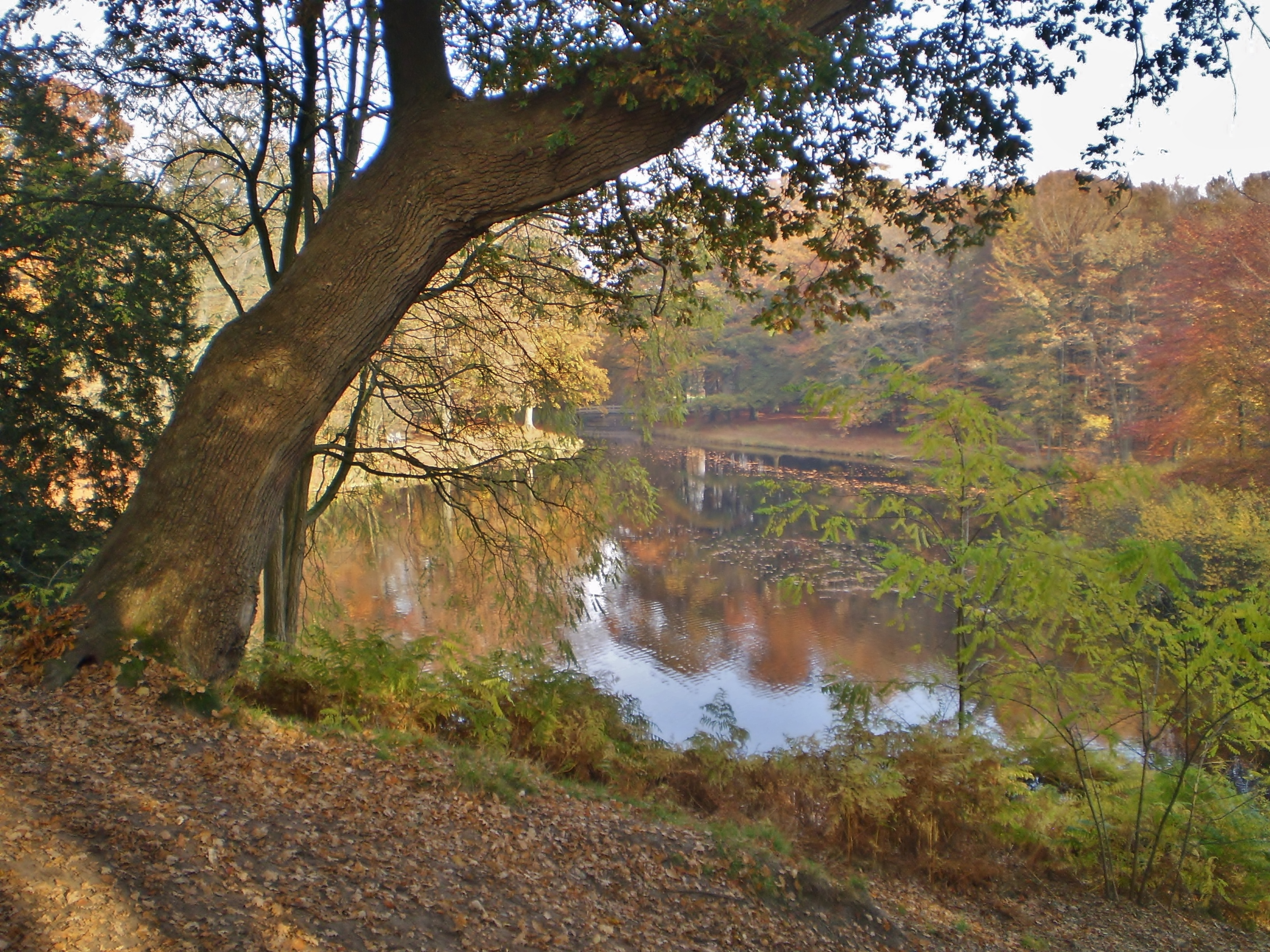
vanaf de Wijnberg
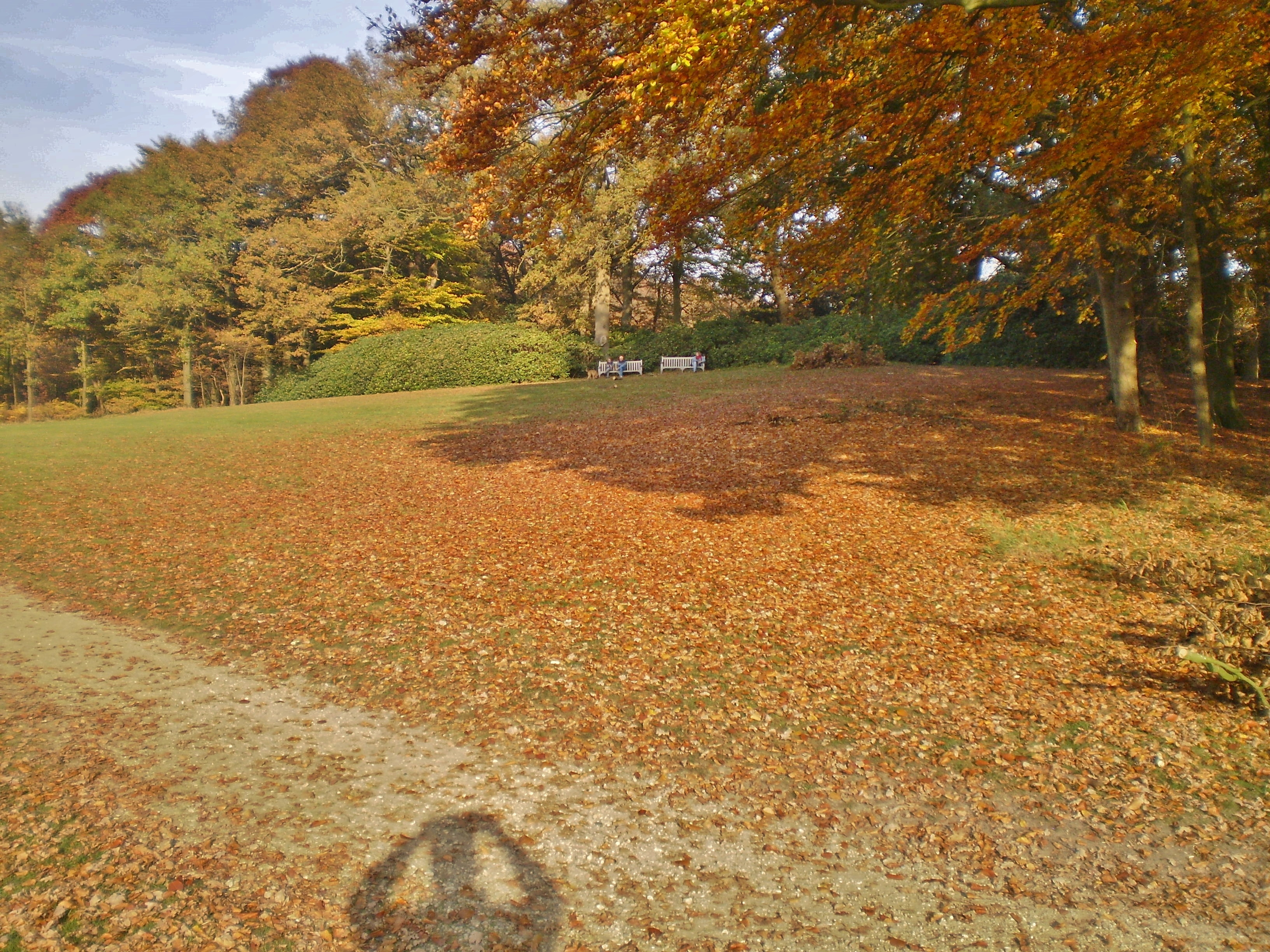
Wijnberg
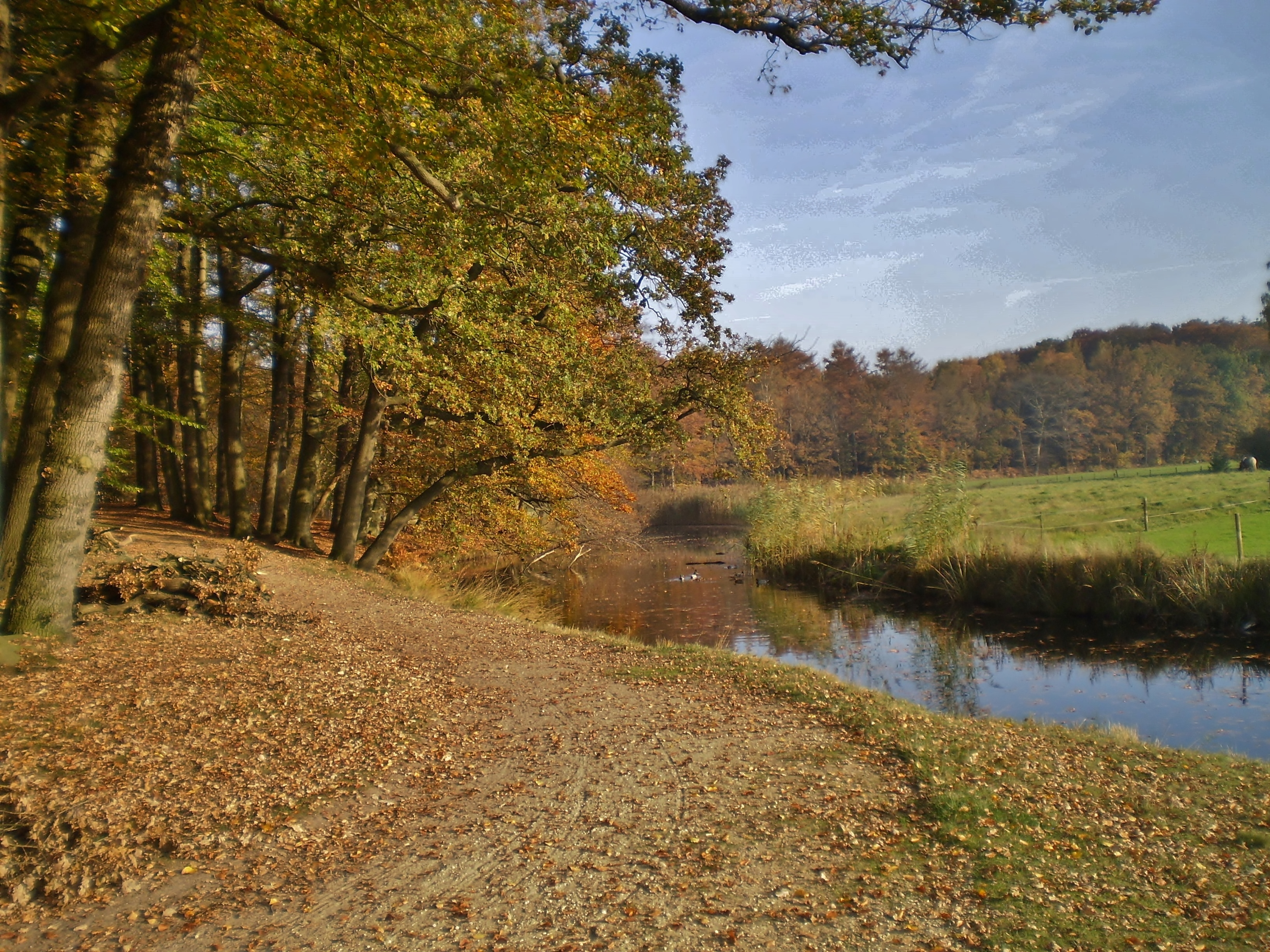
vanaf de Wijnberg
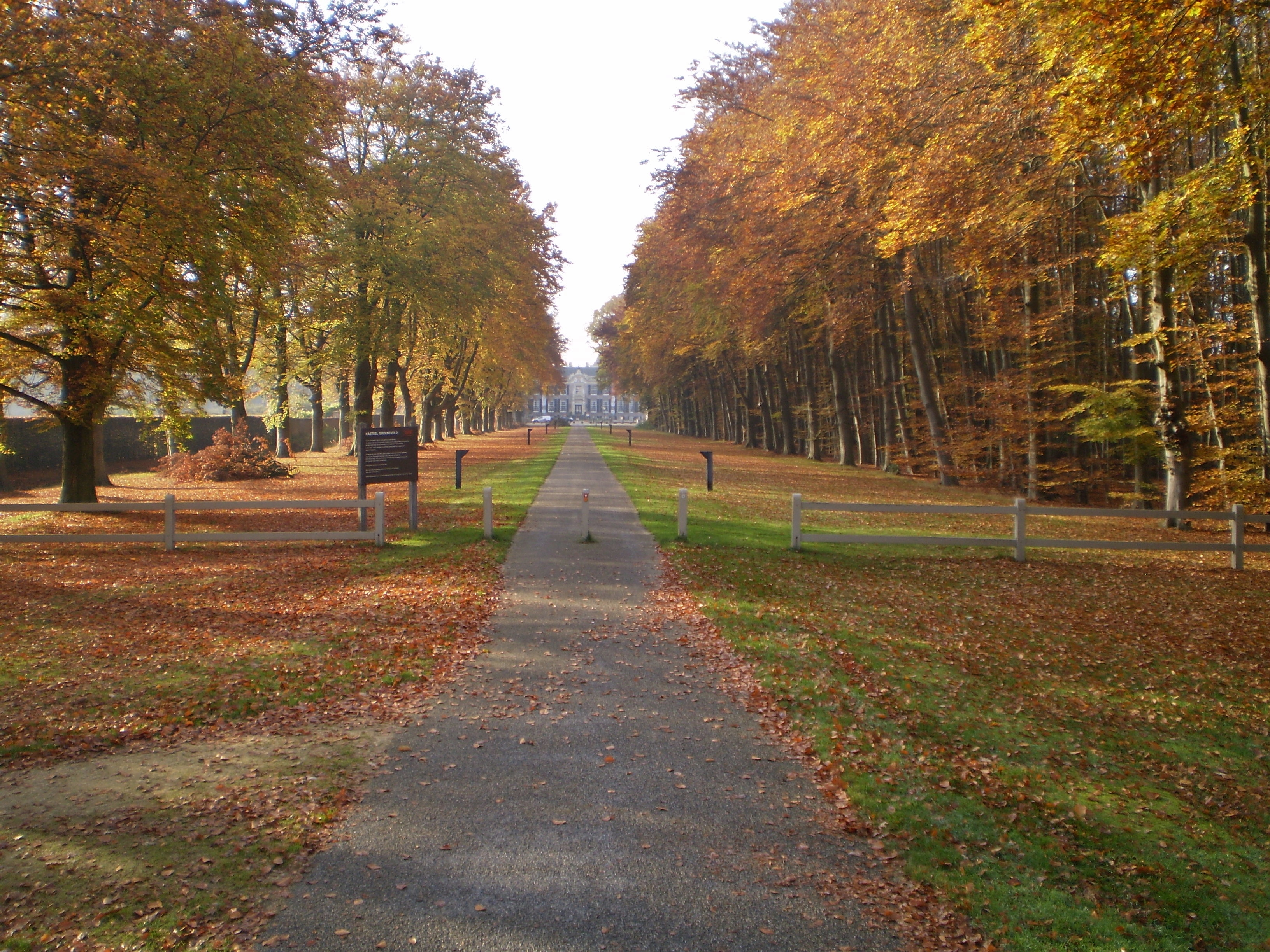
oprijlaan